# Industrie automobile en Nouvelle-Zélande
 (mai 2022).
La mise en forme du texte ne suit pas les recommandations de Wikipédia : il faut le « wikifier ».
Les points d'amélioration suivants sont les cas les plus fréquents. Le détail des points à revoir est peut-être précisé sur la page de discussion.
- Les titres sont pré-formatés par le logiciel. Ils ne sont ni en capitales, ni en gras.
- Le texte ne doit pas être écrit en capitales (les noms de famille non plus), ni en gras, ni en italique, ni en « petit »…
- Le gras n'est utilisé que pour surligner le titre de l'article dans l'introduction, une seule fois.
- L'italique est rarement utilisé : mots en langue étrangère, titres d'œuvres, noms de bateaux, etc.
- Les citations ne sont pas en italique mais en corps de texte normal. Elles sont entourées par des guillemets français : « et ».
- Les listes à puces sont à éviter, des paragraphes rédigés étant largement préférés. Les tableaux sont à réserver à la présentation de données structurées (résultats, etc.).
- Les appels de note de bas de page (petits chiffres en exposant, introduits par l'outil «  Source ») sont à placer entre la fin de phrase et le point final[comme ça].
- Les liens internes (vers d'autres articles de Wikipédia) sont à choisir avec parcimonie. Créez des liens vers des articles approfondissant le sujet. Les termes génériques sans rapport avec le sujet sont à éviter, ainsi que les répétitions de liens vers un même terme.
- Les liens externes sont à placer uniquement dans une section « Liens externes », à la fin de l'article. Ces liens sont à choisir avec parcimonie suivant les règles définies. Si un lien sert de source à l'article, son insertion dans le texte est à faire par les notes de bas de page.
- La présentation des références doit suivre les conventions bibliographiques. Il est recommandé d'utiliser les modèles {{Ouvrage}}, {{Chapitre}}, {{Article}}, {{Lien web}} et/ou {{Bibliographie}}. Le mode d'édition visuel peut mettre en forme automatiquement les références.
- Insérer une infobox (cadre d'informations à droite) n'est pas obligatoire pour parachever la mise en page.

Pour une aide détaillée, merci de consulter Aide:Wikification.
Si vous pensez que ces points ont été résolus, vous pouvez retirer ce bandeau et améliorer la mise en forme d'un autre article.
L'industrie automobile néo-zélandaise alimente un marché qui a l'un des taux de motorisation les plus élevés au monde (6e sur 191). Les réseaux de commercialisation de voitures neuves sont essentiellement les anciennes entreprises d'assemblage auxquels se sont ajoutés, dans les années 1980, de nouvelles entreprises indépendantes spécialisées dans l'importation de véhicules d'occasion en provenance du Japon. Toyota, notamment, s'est sérieusement heurté à la concurrence directe de ces entreprises d'importation d'occasion qui remettent à neuf de vieilles Toyota et les vendent par l'intermédiaire de leurs propres concessionnaires en tant que ligne spéciale. Le parc automobile du pays est donc plus âgé que dans la plupart des pays développés.
Depuis 1998, plus aucune automobile n'est assemblée en Nouvelle-Zélande. Les usines d'assemblage ont fermé après la suppression de la protection douanière. Les distributeurs ont trouvé plus simple et surtout moins cher d'importer des voitures entièrement assemblées. Précédemment, les véhicules étaient assemblés au rythme d'environ 100.000 exemplaires par an en 1983, mais avec les difficultés économiques du pays, le nombre a fortement chuté et favorisé l'importation de voitures d'occasion.
Les marques Toyota, Ford et General Motors (Holden) dominent toujours le marché des véhicules neufs. En 2018, il y a eu plus de voitures Mazda neuves que de voitures nationales Holden vendues, tandis que Ford et Nissan ne figuraient plus parmi les ventes importantes, dépassés par Hyundai, Kia et Suzuki. Seules les petites entreprises locales de voitures en kits ou de répliques de voitures anciennes ont pu survivre.

## Historique

### Les débuts

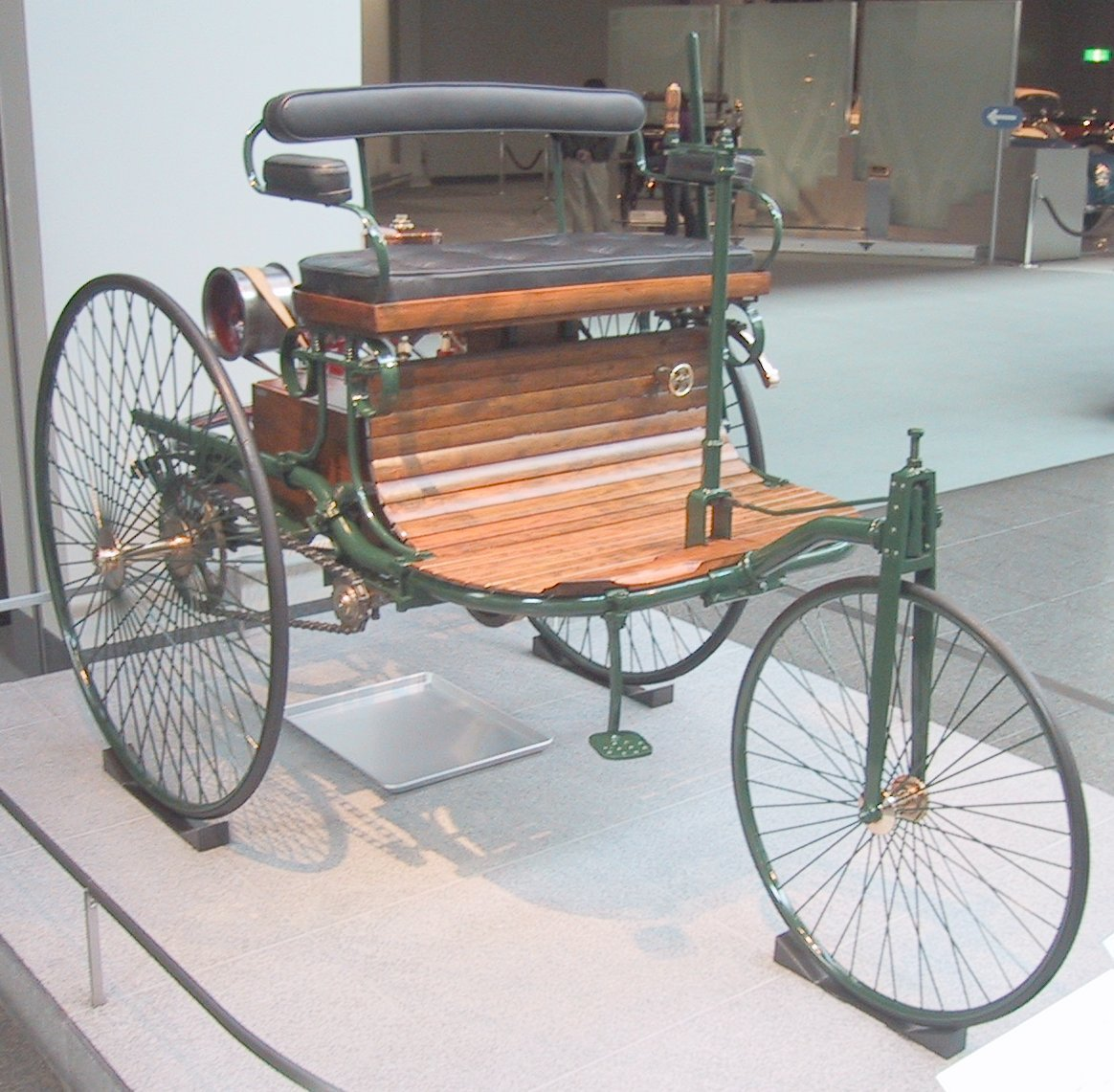
Benz motorwagen (1886)

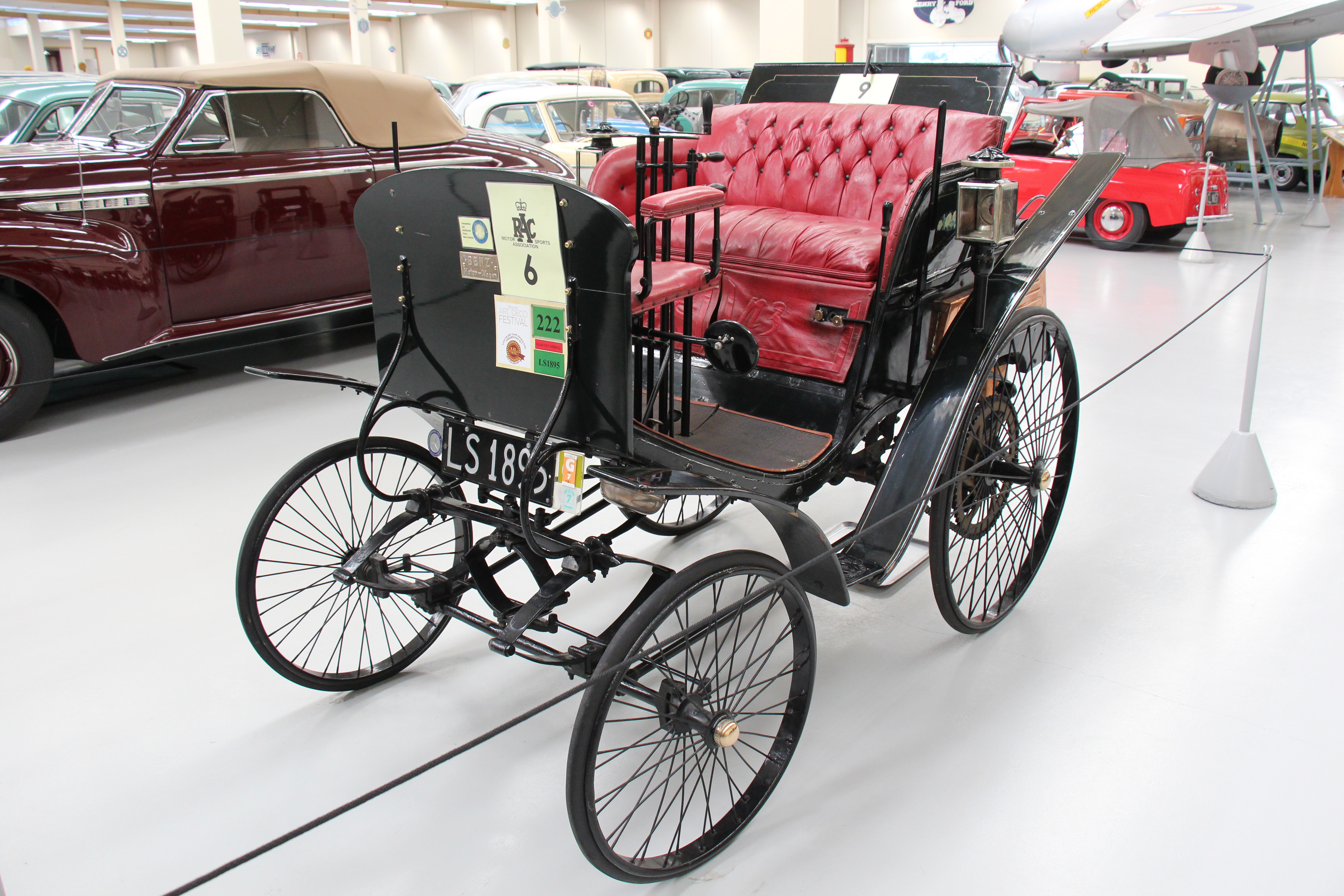
Benz Velo (1895) ramenée par Charles Nicholas Oates de Paris à Christchurch en octobre 1900

L'industrie automobile en Nouvelle-Zélande a commencé en 1898 avec l'importation de deux voitures Benz par William McLean. Hormis quelques timides tentatives de construction de voitures complètes, tous les châssis étaient importés. Presque tous les carrossiers locaux, hors de prix, ont disparu dans les années 1920 sauf quelques-uns qui se sont convertis à l'assemblage de voitures ou aux carrosseries pour autobus, transformation de camions et remorques. L'assemblage en CKD de véhicules à partir de kits américains a commencé dans les années 1920, les modèles anglais, une décennie plus tard.
Les deux premières automobiles importées sont arrivées à Wellington le 19 février 1898. Il s'agissait d'une Benz Petrolette et d'une Benz Lightning. Il a fallu attendre près de deux ans avant qu'une autre voiture à quatre roues ne soit importée.

### Les premières voitures locales
Si l'on remonte aux véhicules à vapeur, il semble que les premiers sont un buggy à vapeur construit par M. Empson de Christchurch en 1870 et un buggy à vapeur importé d'Edimbourg par JL Gillies de Dunedin, également en 1870.
La première automobile conçue et construite en Nouvelle-Zélande a été fabriquée par Frederick Dennison. C'était un tricycle à moteur comme mentionné dans le journal local le 8 mai 1900. L'article déclarait que Dennison avait l'intention de convertir le tricycle en une automobile à quatre roues, ce qu'il a fait et l'a conduite de Christchurch à Oamaru en juillet 1900. C'était le seul fabriqué mais a été détruit par un incendie lors de son voyage de retour. Une réplique de cette voiture a été achevée en juin 2000 pour célébrer son premier voyage.

## Impact de la législation
La législation gouvernementale a eu un impact majeur sur l'industrie néo-zélandaise, comme dans beaucoup d'autres pays du monde. La première législation automobile fut la McLean Motor Car Act 1898, adoptée à la hâte par McLean . Il a légalisé le fonctionnement des véhicules à moteur, à condition qu'ils soient allumés après la tombée de la nuit et qu'ils n'aillent pas plus vite que 12 miles par heure (20 km/h), confirmé par la loi de 1902 sur la réglementation des voitures automobiles. Une taxe douanière s'appliqua aux voitures et aux pièces automobiles importées en Nouvelle-Zélande, bien qu'avec les voitures de McLean, il y eut une certaine confusion sur le taux à appliquer. En 1906, les carrossiers locaux ont demandé que de la taxe douanière soit portée à 50% pour les véhicules entièrement construits
La demande portait sur l'imposition de droits suivants :
minimum  £10
station wagons  £20
véhicules de travail  £20
carrosseries de voitures 50% du prix
wagons de marchandises  £30
wagons passagers  £50
tramways  £150
carrosseries phaeton  £20
En 1907, une taxe de 20% a été introduite sur les voitures importées en Nouvelle-Zélande déjà assemblées, mais aucune taxe n'était appliquée sur les châssis.

### La domination de l'Amérique
Des taxes plus élevées ont été appliquées sur les importations en provenance de pays extérieurs à l'Empire britannique. Néanmoins, les voitures neuves immatriculées en 1917 montrent que plus de 90 % sont originaires d'Amérique du Nord :
| Pays         | Quantité | % du total |
| Gde Bretagne | 415      | 6,2        |
| USA          | 4.122    | 61,7       |
| Canada       | 1.976    | 29,6       |
| France       | 104      | 1,6        |
| Italie       | 14       | 0,2        |
| Autres       | 48       | 0,7        |
| Total        | 6.679    | 100        |

Pendant la Première Guerre mondiale, la taxe sur les carrosseries des voitures a été ramenée à 10%, mais le même taux a également été appliqué sur les châssis, auparavant gratuite. Les statistiques d'importation de l'époque prévoient des quantités différentes pour les carrosseries et des châssis plus nombreux sans mention de voitures complètes. Contrairement à l'Australie, les carrossiers locaux ont perdu des affaires au début des années 1920. Certaines des plus grandes entreprises ont fini par produire uniquement des véhicules utilitaires, des cabines de camions, des remorques, mais principalement des carrosseries d'autobus, par exemple New Zealand Standard Motor Bodies (Munt Cottrell) à Petone, Steel Bros à Christchurch. Certains sont simplement devenus eux-mêmes des détaillants automobiles comme Schofields d'Auckland à Newmarket.

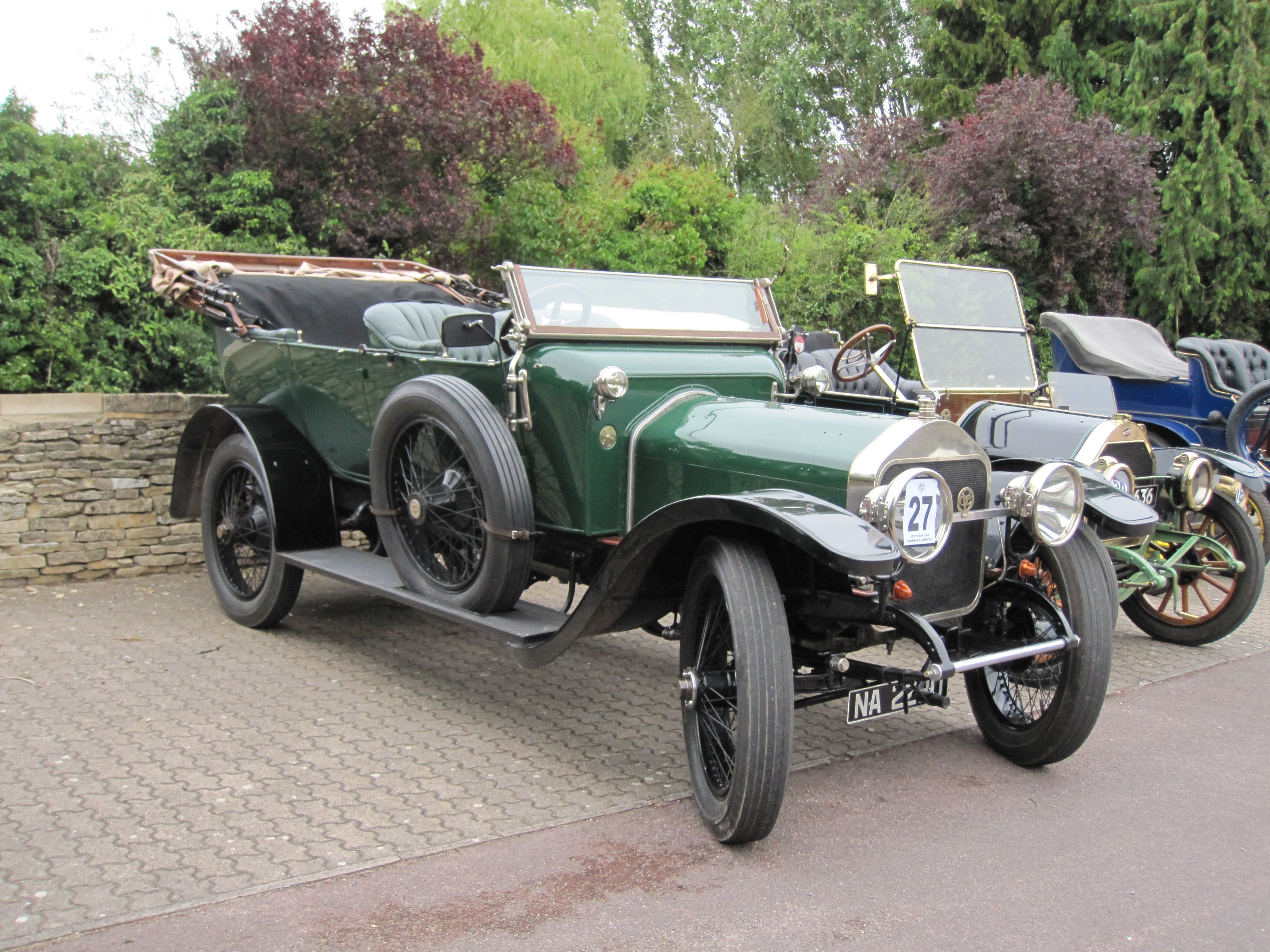
Wolseley 24-30 Colonial Tourer (1913)

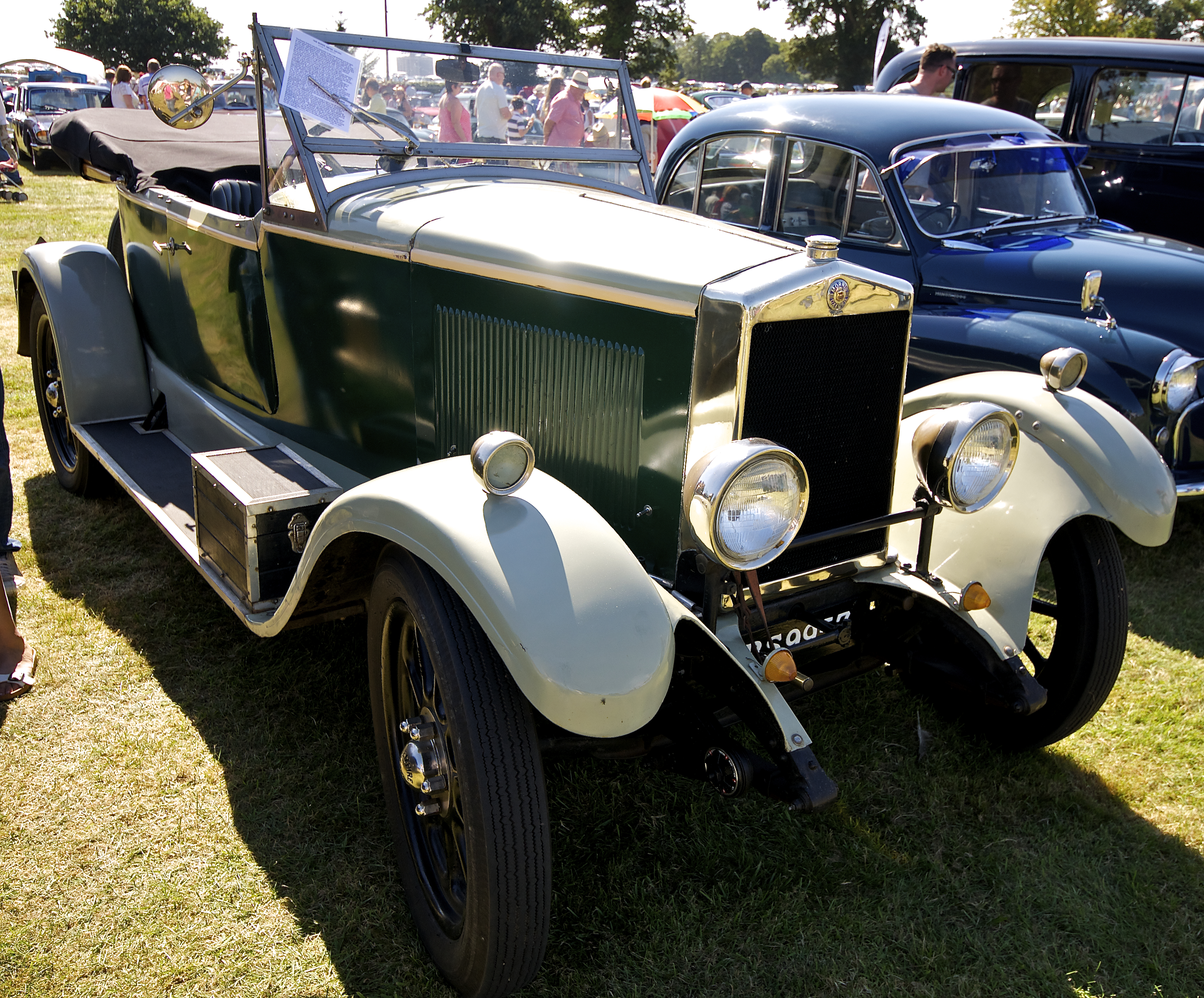
Morris Oxford Empire (1928)

Avant la Première Guerre mondiale, l'automobile était réservée aux personnes très aisées. Les routes dans les villes et les villages étaient très poussiéreuses, mais étaient bien entretenues. Les (rares) automobilistes étaient dans l'ensemble satisfaits de leurs voitures anglaises conçues pour une utilisation dans des conditions similaires, construites avec soin mais avec très peu d'intérêt pour l'uniformisation des pièces. Elles nécessitaient un entretien régulier fréquent et coûteux. Les voitures américaines étaient construites en grandes séries, donc moins chères, conçues par de meilleurs ingénieurs pour tolérer un entretien irrégulier à cause de la difficulté à trouver des pièces de rechange mais surtout construites pour rouler sur des routes en mauvais état.
Jusqu'à la Seconde Guerre mondiale, les constructeurs britanniques se sont  efforcés à présenter, dans leurs colonies, des modèles "Special Colonial" destinés à être plus faciles à entretenir, plus robustes et avec une garde au sol adéquate mais qui n'ont eu aucun succès en Afrique du Sud, en Australie ou en Nouvelle-Zélande. Le grand succès de la Morris Oxford (it) originale est dû à sa facilité de conduite et à sa fiabilité, dont tous les composants mécaniques étaient de conception américaine et, pour certains, fabriqués outre atlantique. Dans l'ensemble, les voitures américaines étaient de meilleures voitures plus modernes, beaucoup moins chères et mieux adaptées aux conditions néo-zélandaises.
Au cours des années 1920, les véhicules les plus courants étaient de marque américaine, fabriquées au Canada (à cause des droits de douane préférentiels réduits) ou aux États-Unis. Au cours des neuf premiers mois de 1927, sur 8 888 voitures vendues, les cinq marques les plus vendues représentant 4 612 unités, étaient toutes nord-américaines. Les principaux étaient Ford (1 651 véhicules), Chevrolet (1.100) et Essex / Hudson (898), Dodge (486), Chrysler (471), Buick (379), Overland Whippet (359), Rugby (en) (297), Studebaker (252), Hudson P (206) et Fiat (182).
Au début de la grande dépression , les importations de voitures ont chuté.
| Année | Quantité | Canada | USA   | Gde Bretagne | Europe |
| 1925  | 22.326   | 9.935  | 8.502 | 3.442        | 447    |
| 1926  | 15.776   | 3.538  | 9.659 | 2.176        | 413    |
| 1927  | 10.871   | 2.336  | 6.122 | 2.128        | 285    |
| 1928  | 16.504   | 4.783  | 9.227 | 2.364        | 130    |
| 1929  | 23.361   | 10.740 | 8.529 | 4.064        | 28     |
| 1930  | 14.314   | 8.025  | 3.047 | 3.231        | 11     |
| 1931  | 3.388    | 482    | 475   | 2.414        | 17     |
| 1931  | 3.388    | 482    | 475   | 2.414        | 17     |
| 1932  | 3.044    | 358    | 146   | 2.537        | 3      |
| 1933  | 2.933    | 470    | 190   | 2.272        | 1      |
| 1934  | 11.747   | 2.315  | 3.778 | 5.654        | 0      |
| 1935  | 17.824   | 2.619  | 5.559 | 9.646        | 0      |
| 1936  | 24.229   | 4.572  | 6.335 | 13.321       | 1      |
| 1937  | 30.331   | 7.398  | 4.851 | 18,079       | 2      |
| 1938  | 28.380   | 7.735  | 2.718 | 17.630       | 297    |
| 1939  | 25.096   | 9.677  | 1.501 | 13.918       | 0      |
| 1940  | 5.038    | 31     | 179   | 4.828        | 0      |

### Voitures anglaises
En 1934, le gouvernement a annoncé des taux de droits de douane destinés à protéger davantage le commerce avec l'Empire britannique tout en encourageant l'assemblage local. Les importations ont commencé à augmenter et, en 1940, le parc automobile avait augmenté de 42 %. Les véhicules d'origine britannique ont pris une part beaucoup plus importante.
Un facteur important ayant justifié le verrouillage des importations était le besoin impératif de conserver les devises étrangères ce qui a conduit le gouvernement à fixer des quotas d'importation dès la fin de 1938. Pour limiter les licences attribuées aux importateurs locaux, elles étaient attribuées au prorata de leurs importations de l'année précédente.
Les constructeurs automobiles étrangers ne pouvaient ainsi s'établir en Nouvelle-Zélande que s'ils achetaient leur distributeur et surtout son droit aux licences nécessaires. Cette contrainte administrative n'a eu d'effet qu'après la guerre. Le résultat a été la création d'un grand nombre de petites usines d'assemblage, mais sous-capitalisées.

### Australie et Japon
Les marques britanniques ont pu maintenu leur part de marché, dans les années 1960, lorsque les trois grands de Detroit ont commencé à remplacer les anciennes Vauxhall et Zephyr britanniques par leurs Holden Special, Falcon et Valiant de fabrication australienne. Ces modèles ont rapidement conquis un tiers du marché. Toutes les voitures assemblées localement étaient, trop souvent, les versions dépouillées et les plus basiques des constructeurs. L'un des effets notoires des licences d'importation a été de rendre les véhicules d'occasion récents plus chers que les neufs.
Les voitures japonaises sont arrivées sur le marché dans les années 1960 avec un assemblage local. Leur gros avantage était leur prix et leur niveau de finition, bien loin des versions dépouillées des voitures locales.
Dans les années 1980, alors que le nombre d'usines d'assemblage a atteint un summum avec 16 unités, un assouplissement des restrictions sur l'importation des packs CKD est intervenu ; le gouvernement ayant reconnu, comme l'a fait l'Australie 30 ans plus tard, qu'il était moins cher et plus efficace que les voitures soient assemblées dans le pays où elles sont fabriquées.
Un plan gouvernemental de développement de l'industrie automobile a été mis en vigueur en 1984. Une mesure étalée sur 4 ans a permis d'ouvrir le pays aux importations libres. En milieu d'année 1988, on ne comptait plus que sept usines d'assemblage en activité sur les seize que comptait le pays en 1980.

### Importation de voitures d'occasion
Alors que les droits de douane sur les voitures importées ont été progressivement supprimés, un flot d'importation de voitures japonaises d'occasion a inondé le marché, engendrant des décennies de moindres ventes de voitures neuves. Les importations sont passées de moins de 3 000 voitures en 1985 à 85 000 en 1990. En 2004, plus de 150 000 véhicules ont été importés dont une large majorité de voitures japonaises d'occasion.

## Usines d'assemblage
L'assemblage de voitures en Nouvelle-Zélande a commencé au début du 20e siècle. Les carrossiers se sont lancés dans la construction de carrosseries pour les châssis importés, beaucoup moins taxés. En 1926, General Motors a annoncé qu'il commencerait à faire assembler localement certains modèles. Jusqu'à l'avènement des carrosseries entièrement en acier qui a commencé en 1915 aux États-Unis avec Dodge puis, en Grande-Bretagne, plus d'une décennie plus tard, les automobiles étaient essentiellement réalisées avec des structures en bois. Les carrosseries importées étaient frappées d'un droit de 20 %, alors que les matériaux utilisés pour les carrosseries locales étaient en franchise. De 1927 à 1933, les châssis importés, avec ou sans carrosseries, étaient exemptés de taxes. Au cours de ces six années, 64 300 voitures ont été importées, mais seulement 7 600 ont reçu des carrosseries fabriquées en Nouvelle-Zélande.
Durant les années 1920 et jusqu'au milieu des années 1930, les modèles américains provenaient essentiellement du Canada à cause des droits de douane préférentiels pour les pays de l'Empire britannique, ont occupé les usines d'assemblage locales. L'approvisionnement d'après-guerre a été limité par la pénurie de dollars, des difficultés de la balance des paiements. C'est à cette époque que les marques britanniques et australiennes ont repris de la vigueur. À la fin des années 1960, l'assemblage de véhicules japonais a commencé à supplanter les véhicules britanniques et à la fin des années 1990, les véhicules britanniques ont pratiquement disparu.

### W.G. Vining Limited (1912)
À partir de 1912, Dominion Motors de Wellington était le distributeur des véhicules à moteur Hudson et Essex pour l'Île du Nord et la distribution pour l'Île du Sud, était assurée par WG Vining Limited de Nelson. Vining avait construit un garage de 3 000 m2 en 1908, le plus grand de Nouvelle-Zélande à l'époque. Un atelier d'assemblage de voitures a été installé dans les locaux et peu après, Vinings a obtenu des licences supplémentaires pour importer et assembler des voitures américaines Cadillac, Maxwell, Haynes et Ford, anglaises Bean (en), françaises Darracq et Unic. L'usine a assemblé, ensuite, des Chevrolet et des Rover jusqu'à ce que ces marques ne créent leurs propres ateliers locaux d'assemblage. L'entreprise a été vendue le 30 septembre 1927, après que WG Vining ait pris sa retraite. Le fils de Vining a créé une nouvelle entreprise, P. Vining & Scott, et a poursuivi les franchises Hudson, Esse et Morris à partir de 1932.

### Colonial Motor Company - CMC (1912)

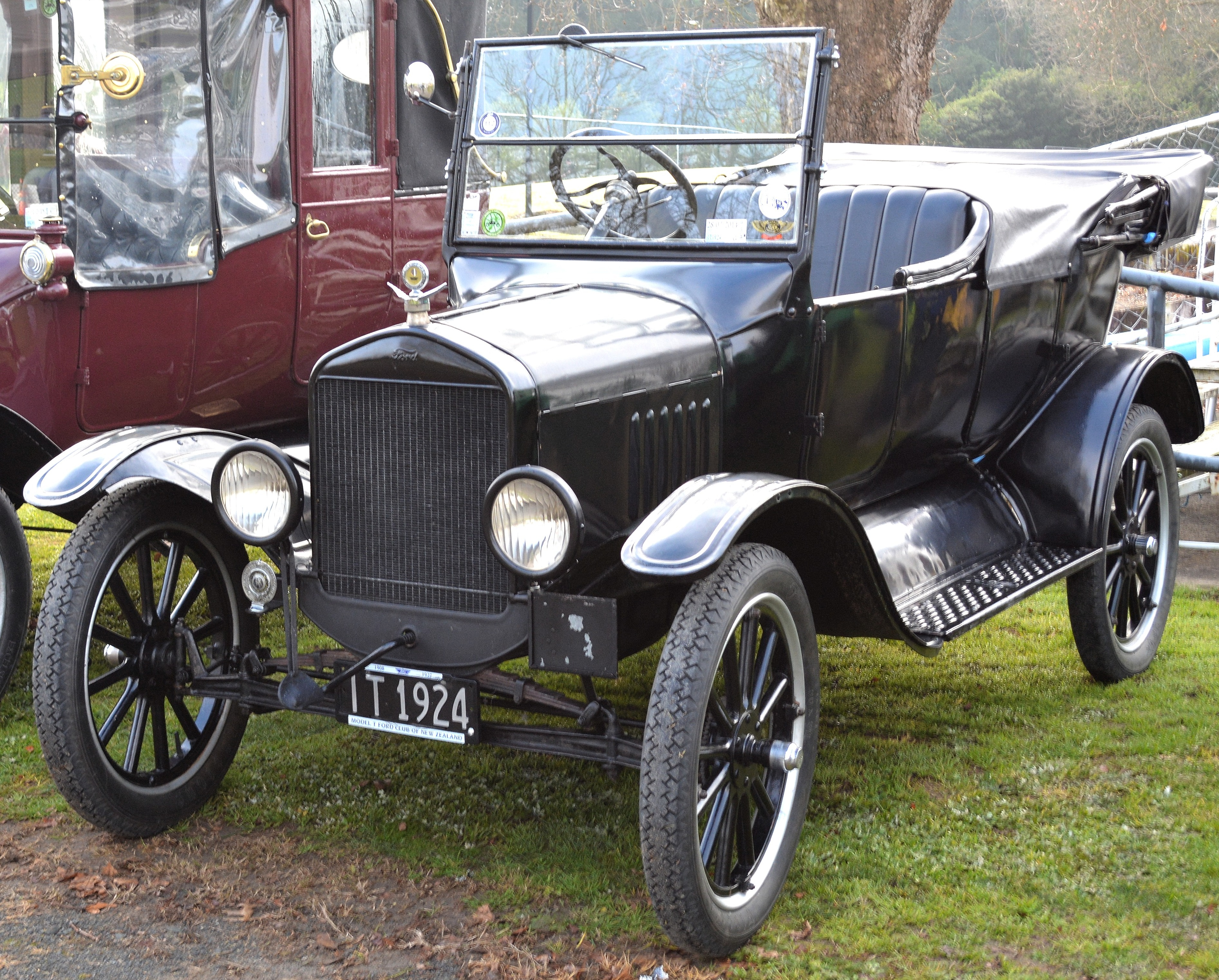
Ford T Tourer (1924)

En 1908, Rouse et Hurrell, carrossiers de Courtenay Place Wellington, ont ouvert une agence unique de représentation de Ford Motor Company pour la Nouvelle-Zélande. En 1911, leur entreprise a été transférée à la société Colonial Motor Company Limited (en) (CMC) nouvellement constituée.
La première usine d'assemblage de voitures de CMC, une boîte en acier de neuf étages, a été construite de 1919 à 1922 à Wellington. Les deux étages supérieurs étaient réservés à l'administration, l'assemblage de voitures, à partir de kits CKD importés, commençait au niveau 7 et les véhicules finis sortaient au rez-de-chaussée. CMC a construit de plus petites unités d'assemblage à Parnell, Auckland et Timaru. À la fin de 1925, l'entreprise employait 641 salariés :301 à Wellington, 188 à Parnell et 152 à Timaru. La production quotidienne était respectivement de 25, 20 et 18 véhicules.

### General Motors (1926)

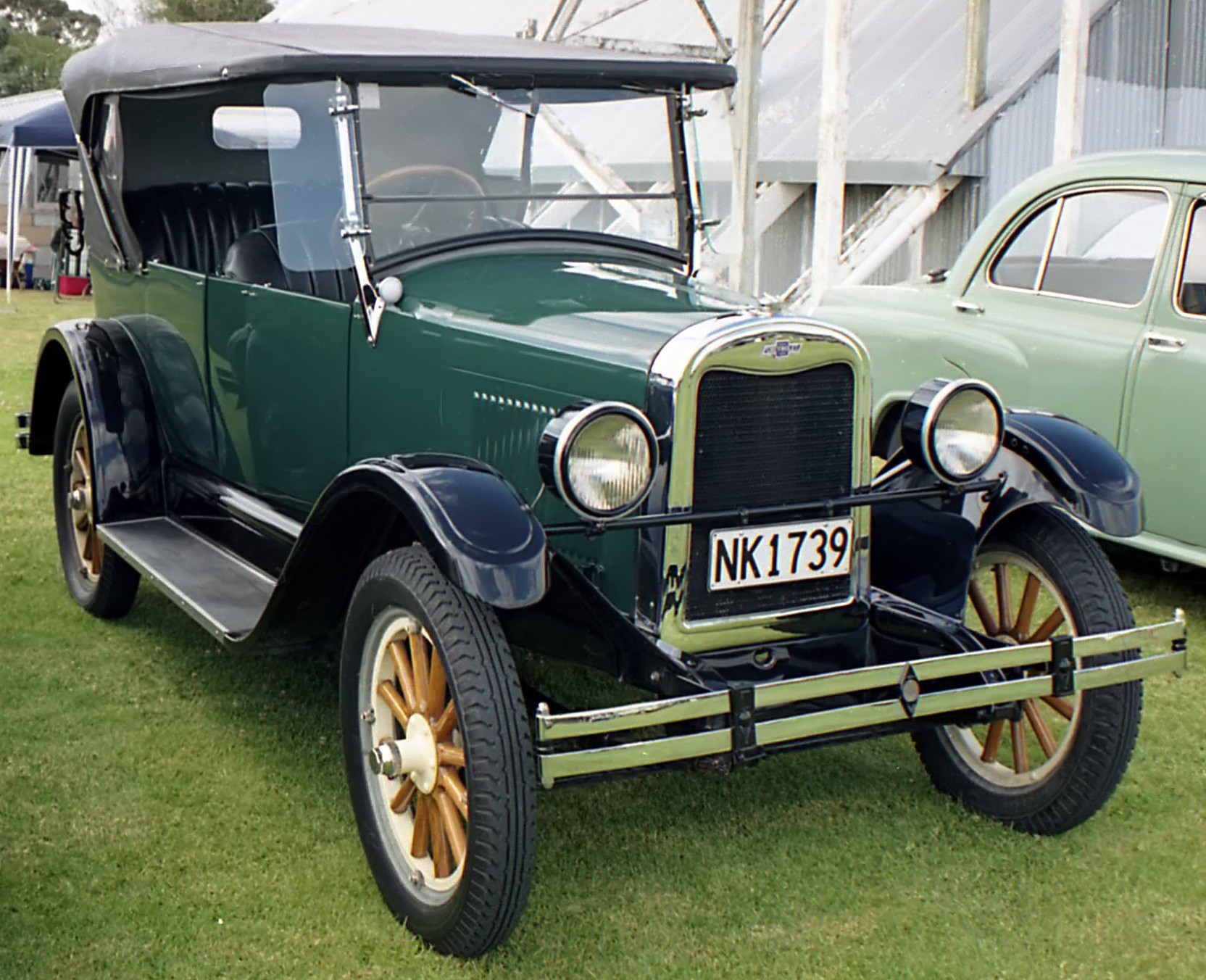
Chevrolet Tourer (1926)

En 1926, la filiale General Motors New Zealand (en) a été créée et a ouvert une usine d'assemblage dans la zone industrielle de Petone, dans la vallée de Hutt. Durant ses douze premiers mois d'activité, mi-septembre 1927, l'usine a assemblé 2.191 voitures. Au début, l'usine assemblait des voitures de marque Chevrolet, Pontiac et Buick puis, à partir de 1928, Oldsmobile.

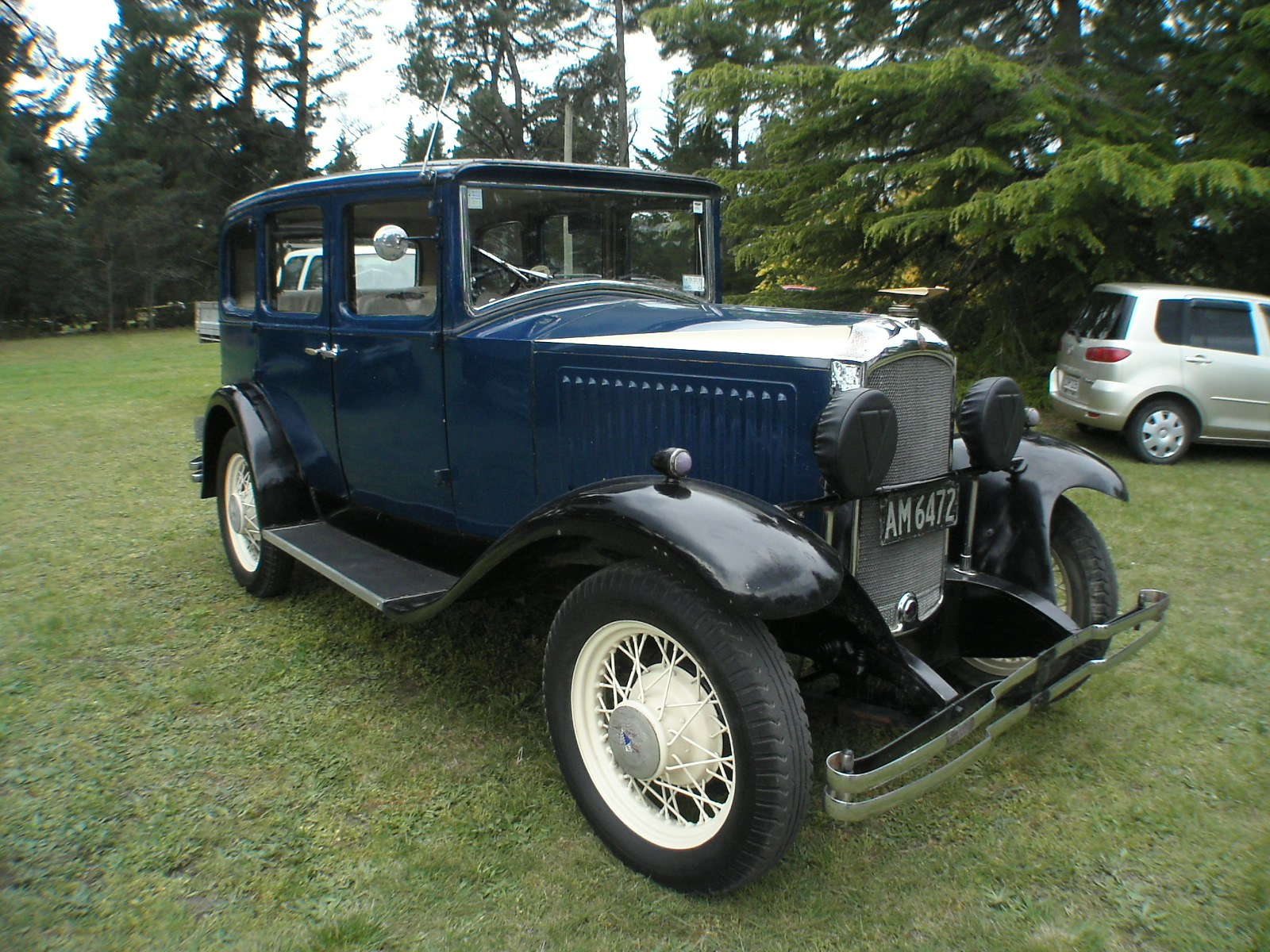
Vauxhall Cadet Christchurch (1931)

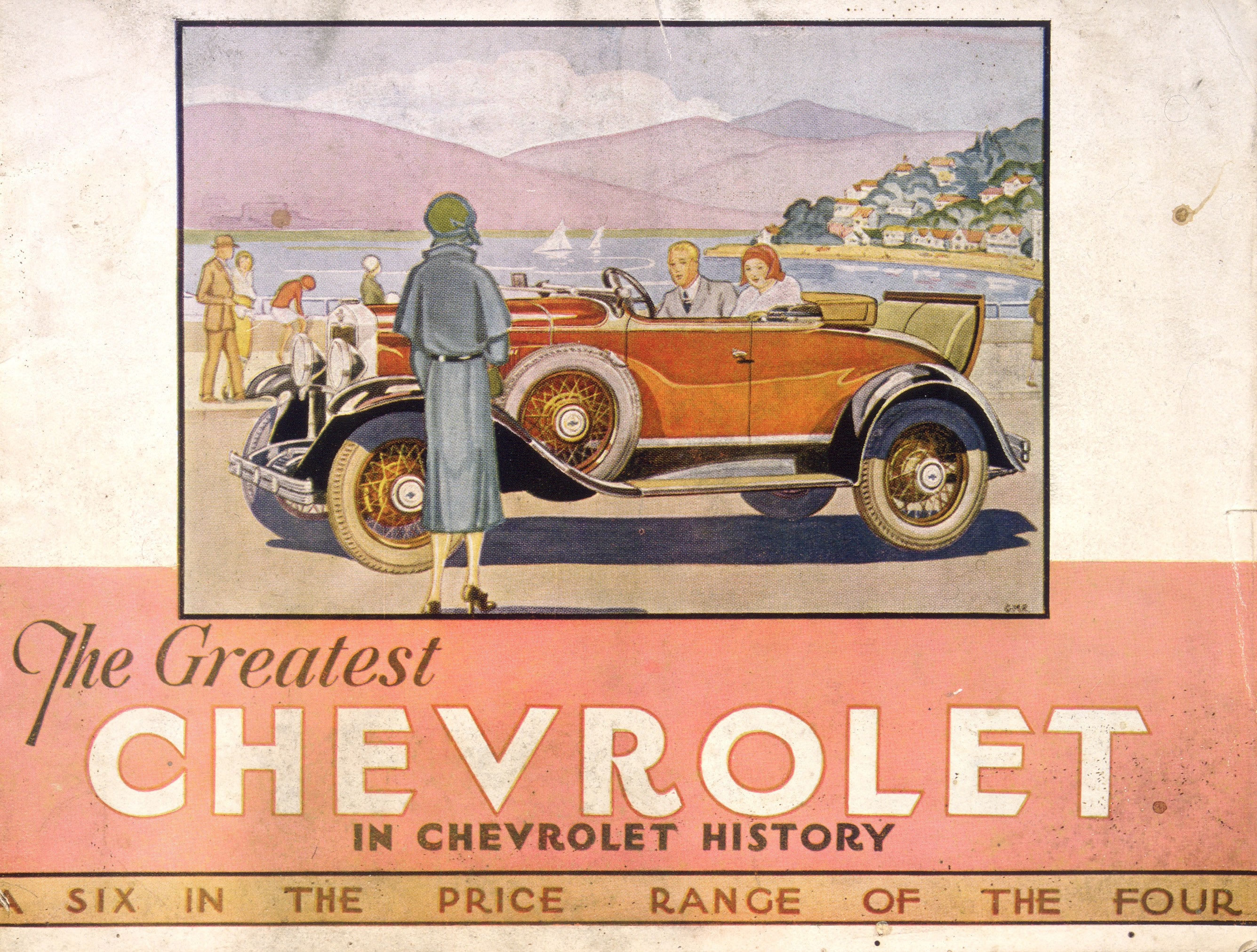
Brochure en couleur imprimée localement

Les premières Vauxhall britanniques ont été assemblées en 1931, ainsi que les camions Bedford. Au cours des huit premières années, plus de 25 000 véhicules ont été assemblés.
À la fin des années 1930, l'usine employait 760 personnes et construisait aussi les réfrigérateurs Frigidaire de GM. Une série d'Opel Kadett allemandes a été assemblée. L'usine a presque doublé en 1939. Elle a fermé ses portes en 1984 et la production a été déplacée à Trentham.
Les Holden australiennes ont été présentées pour la première fois comme voitures locales, en 1954, mais la première Holden assemblée dans l'usine GM de Petone n'a vu le jour qu'en 1957. Une seconde usine a été mise en service à Trentham dans la vallée de Hutt en 1967. GM a assemblé, dans les années 1970, des modèles comme la série australienne Holden HQ et britannique Vauxhall Viva, dérivée de la Kadett, Commodore dans les années 1980.
Au début des années 1970, plus de 80 % des nouvelles voitures néo-zélandaises étaient des General Motors, Ford, Todd Motors ou New Zealand Motor Corporation. En 1990, l'usine GM de Trentham a été transformée pour l'assemblage de camions avant d'être fermée définitivement.
Le 15 juillet 1994, General Motors New Zealand a changé sa raison sociale en Holden New Zealand.

### Rover (1931)

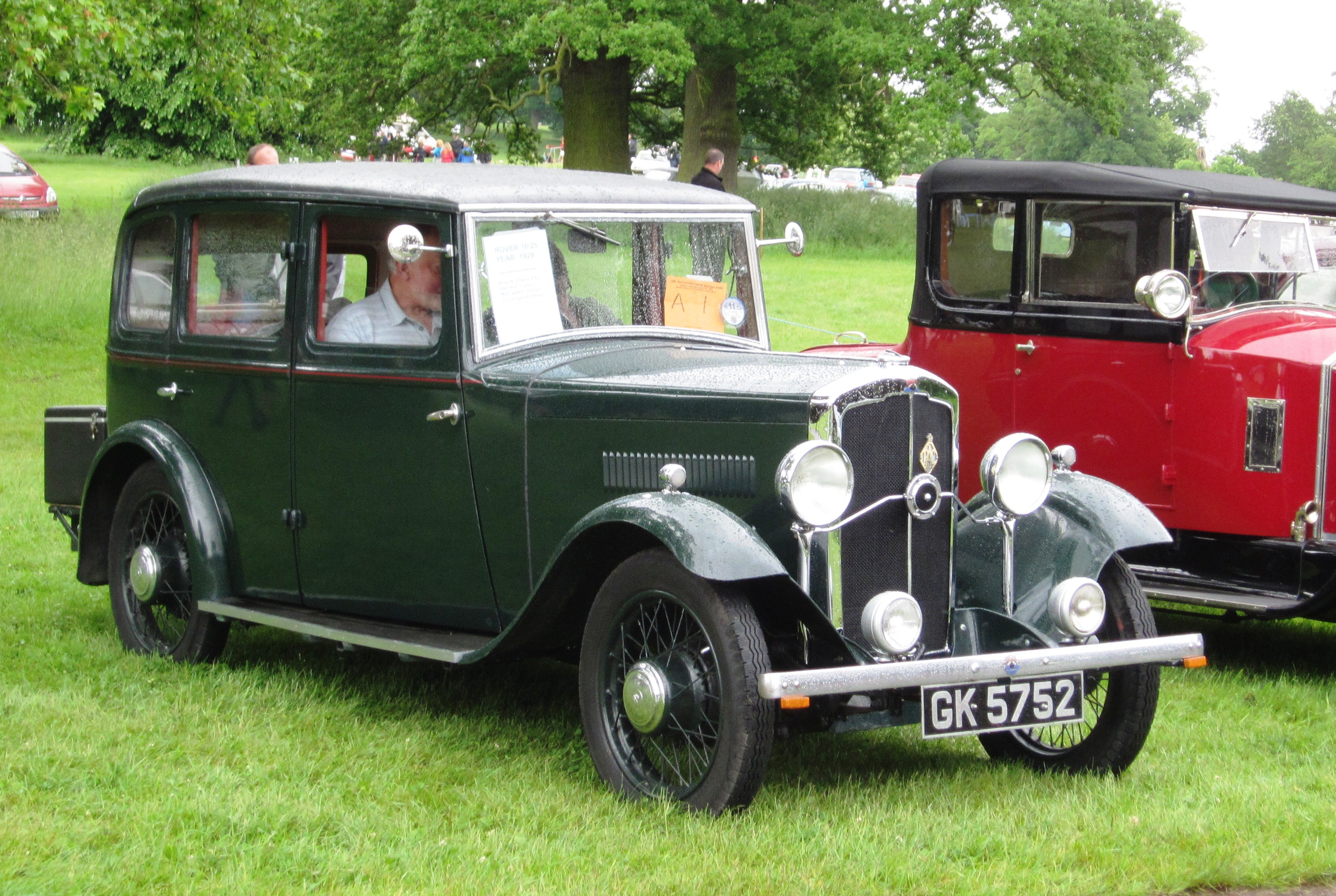
Rover 10-25

En juillet 1931, Rover Company of New Zealand Ltd a annoncé qu'une usine était en cours de construction à Petone où seront assemblées des voitures Rover et espérait que le bâtiment serait terminé avant Noël. Seuls les composants qui ne pourraient pas être fabriqués localement seraient importés des usines anglaises.
La nouvelle usine a été inaugurée le 17 février 1932 où il a été souligné que Rover était la première société anglaise à ouvrir une usine d'assemblage de châssis et de carrosserie à l'étranger. Les seuls matériaux importés de la carrosserie étaient le cuir et les panneaux en acier.
En février 1932, Rover a annoncé le renforcement du châssis Family Ten pour améliorer la rigidité en torsion afin de mieux résister aux conditions locales.
En juillet 1933, les anciens locaux de l'usine Rover ont été mis en vente.

## Les mesures gouvernementales de protectionnisme

### Les mesures qualifiées depatriotisme économique[15]
En 1927, alors que 80 % des voitures étaient importées d'Amérique du Nord, la méthode de calcul des droits de douane a été ajustée dans l'espoir d'encourager les importations de petites voitures britanniques et, plus important encore, encourager davantage d'entreprises à assembler localement des voitures. Au plus fort de la dépression, le gouvernement a annoncé sa détermination à faire en sorte qu'un maximum de travail soit effectué par la main-d'œuvre néo-zélandaise. En août 1934, le ministre des Finances voyant que les concessions tarifaires en vigueur n'avaient pas été suffisantes pour inciter les constructeurs étrangers à assembler leurs voitures en Nouvelle-Zélande, de nouvelles taxes prendraient effet dès le 1er janvier 1935 :
Véhicules complets : britanniques 15 %, autres 60 %
Véhicules non assemblés : britanniques 5 %, autres 50 %
Une définition du Completely Knock Down (CKD) serait détaillée par le ministre et modifiée pour assurer une utilisation croissante de composants locaux.
La réponse des professionnels de l'automobile a été que la diminution des droits de douane pour les importations de CKD ne couvrait toujours pas le surcoût de l'assemblage local.

### La redéfinition desCKD
En 1935, le ministre néo-zélandais des Finances a imposé sa nouvelle définition du CKD. L'industrie a toujours été encouragée à augmenter la part locale. La conformité exigeait que les assembleurs importent le châssis assemblé avec le moteur et la boîte de vitesses, sans aucune autre pièce. La carrosserie pouvait être assemblée, les matériaux d'habillage ne devaient pas être cousus mais pouvaient être coupés à la forme. Il n'y avait aucune restriction sur les composants inclus dans le kit CKD. La nouvelle réglementation a été publiée dans la New Zealand Gazette du 18 octobre 1934.
À partir de 1939, les tapissiers ont réussi à faire imposer que les matériaux d'habillage ne pouvaient plus faire partie des kits CKD importés, pas plus que les batteries. Le nombre des composants importés était encore plus restreint. L'importation d'un seul des éléments interdits entraînait le paiement de l'intégralité des droits de douane sur la totalité du kit CKD.
Les licences d'importation ont également fixé des quotas fixes pour rationner le nombre de voitures importées - comme ce fut aussi le cas pour toutes les marchandises importées - ont été annoncés pour la première fois à la fin de 1938. Le gouvernement a délivré très parcimonieusement les nouvelles licences aux entreprises de son choix. L'annonce du ministre a été accueillie par le président de la Fédération des producteurs primaires comme étant "le plan Hitler" ajoutant (même s'il s'agissait d'un) "retrait de la route de Moscou".
L'objectif était de conserver les devises et de protéger l'industrie locale afin de maintenir l'emploi. Pendant la guerre, les restrictions étaient généralement reconnues comme nécessaires, mais elles ont été seulement assouplies lorsque les conditions se sont améliorées. Au début des années 50, le système de licences d'importation a été révisé et de nombreux secteurs en ont été exemptés. En 1957, les difficultés de la balance des paiements a engendré de nouvelles restrictions pour tenter de limiter les importations. En 1967, la crise des changes a entraîné une inversion de la détente amorcée la décennie précédente. En 1979, une nouvelle politique a permis aux importateurs d'obtenir des licences supplémentaires lorsqu'ils pouvaient démontrer des écarts de prix/qualité "significativement insuffisants" entre les produits locaux et importés. Au début des années 1980, l'industrie automobile employait environ 8 000 salariés. Cependant, en 1981, la pensée officielle avait commencé à s'éloigner des contrôles à l'importation, considérant qu'ils ne remédiaient pas à long terme aux conditions sous-jacentes, même s'ils pouvaient parfaitement réussir à contrôler les importations. Si l'intention était de protéger les tarifs de l'industrie locale, les responsables ont considéré qu'il s'agirait d'un outil plus efficace.
En 1984, le gouvernement a décidé de libérer l'économie en réduisant le niveau de protectionnisme et a imposé la déréglementation. Le nouveau gouvernement, élu en juillet 1984, s'est trouvé confronté à nouveau avec une crise des changes. L'industrie automobile était reconnue comme essentiellement artificielle. La mauvaise qualité de la fabrication locale incitait les consommateurs à acheter des voitures importées. En décembre 1984, tous les contrôles sur les opérations de change ont été levés et le Plan pour l'industrie automobile de 1984 a été approuvé. Les relations économiques plus étroites accord avec l'Australie a immédiatement mis fin au libre-échange des voitures et des composants. Les licences d'importation ont été supprimées en juillet 1988 tout comme les taxes protégeant l'industrie automobile.
En 1985, la Nouvelle-Zélande disposait encore de 14 usines d'assemblage, mais en 1989, cinq d'entre elles avaient fermé. Au cours de la même période, Toyota, Nissan, Mitsubishi et Honda ont racheté leurs assembleurs locaux.
Les usines suivantes ont fermé entre 1984 et 1998 :
- Ford Motor Co — Lower Hutt
- Mazda Motors — Otahuhu
- Motor Holdings - Otahuhu et Waitara
- New Zealand Motor Corporation - Honda — Auckland
- Nissan — Otahuhu
- Suzuki — Wanganui
- General Motors - Hutt[26]
- Toyota - Christchurch (septembre 1996)
- VANZ (Mazda et Ford) - Ville de Manukau (mars 1997)
- Mitsubishi - Porirua (juin 1998)
- Nissan — Wiri (juillet 1998)
- Honda - Nelson (fermé en août 1998)
- Toyota - Thames (octobre 1998).

## Les usines d'assemblage d'après guerre

### Todd Motors (1939-1992)

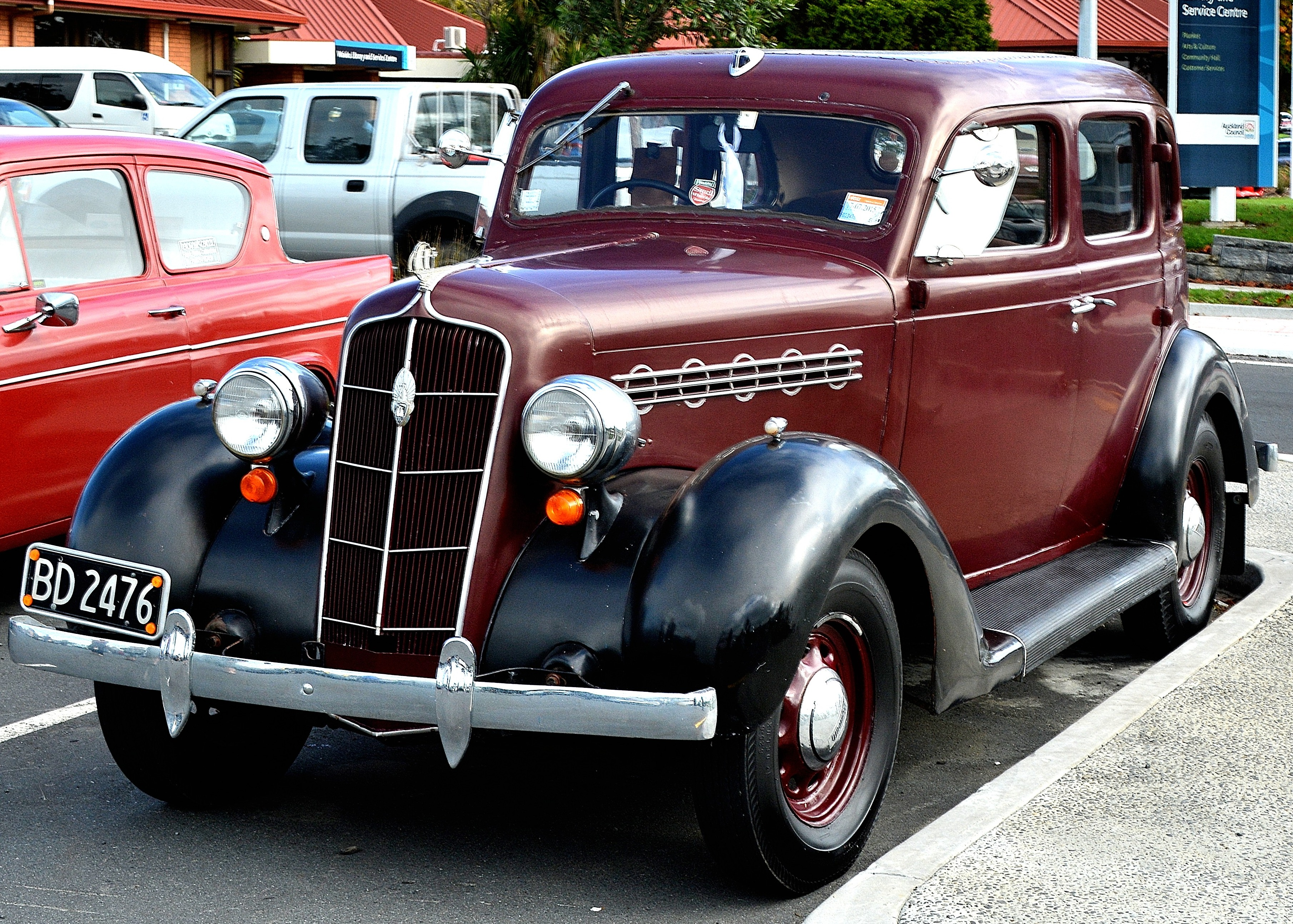
Plymouth Waiuku (1935)

La société Todd Motors s'est développée à partir d'une concession Ford. En 1929, Todd a créé une usine d'assemblage à Freeman dans la Baie d'Auckland qui a été fermée et vendue en septembre 1932.
En 1935, après avoir lancé avec succès la compagnie pétrolière "Europa" en Nouvelle-Zélande, les frères Todd ont fondé une petite usine d'assemblage à Petone qui a d'abord assemblé des camions Fargo et des voitures Plymouth puis, des Hillman du groupe Rootes, des Humber, des utilitaires Commer et camions Karrier et les voitures Plymouth, Dodge et DeSoto Diplomat (it) du groupe Chrysler Corporation, originaires du Canada, de Grande-Bretagne ou de Belgique. De 1963 à 1979, l'entreprise a assemblé des Valiant de Chrysler Australie.

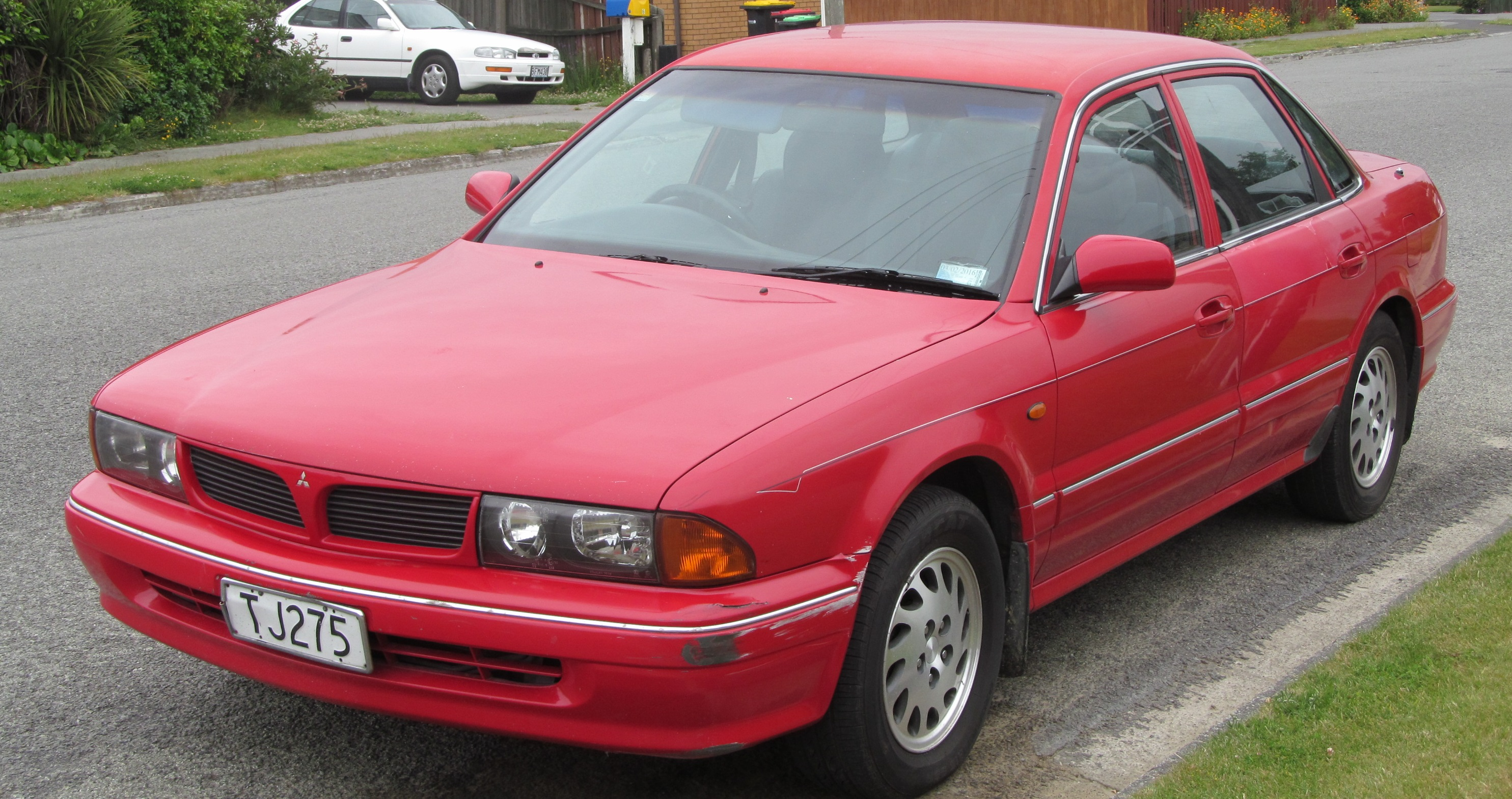
Mitsubishi V3000 Verada (1995)

En 1971, Todd a acquis une licence de production auprès de Mitsubishi New Zealand et a construit une usine à Porirua, baptisée Todd Park. Les premiers véhicules Mitsubishiont été assemblés par Todd Motors à Petone, les camions lourds Fuso et les coupés Galant 1850. L'usine de Porirua a été vendue à Mitsubishi en 1987, le dernier des assembleurs à être repris par la société mère. Mitsubishi a fermé l'usine en 1998.

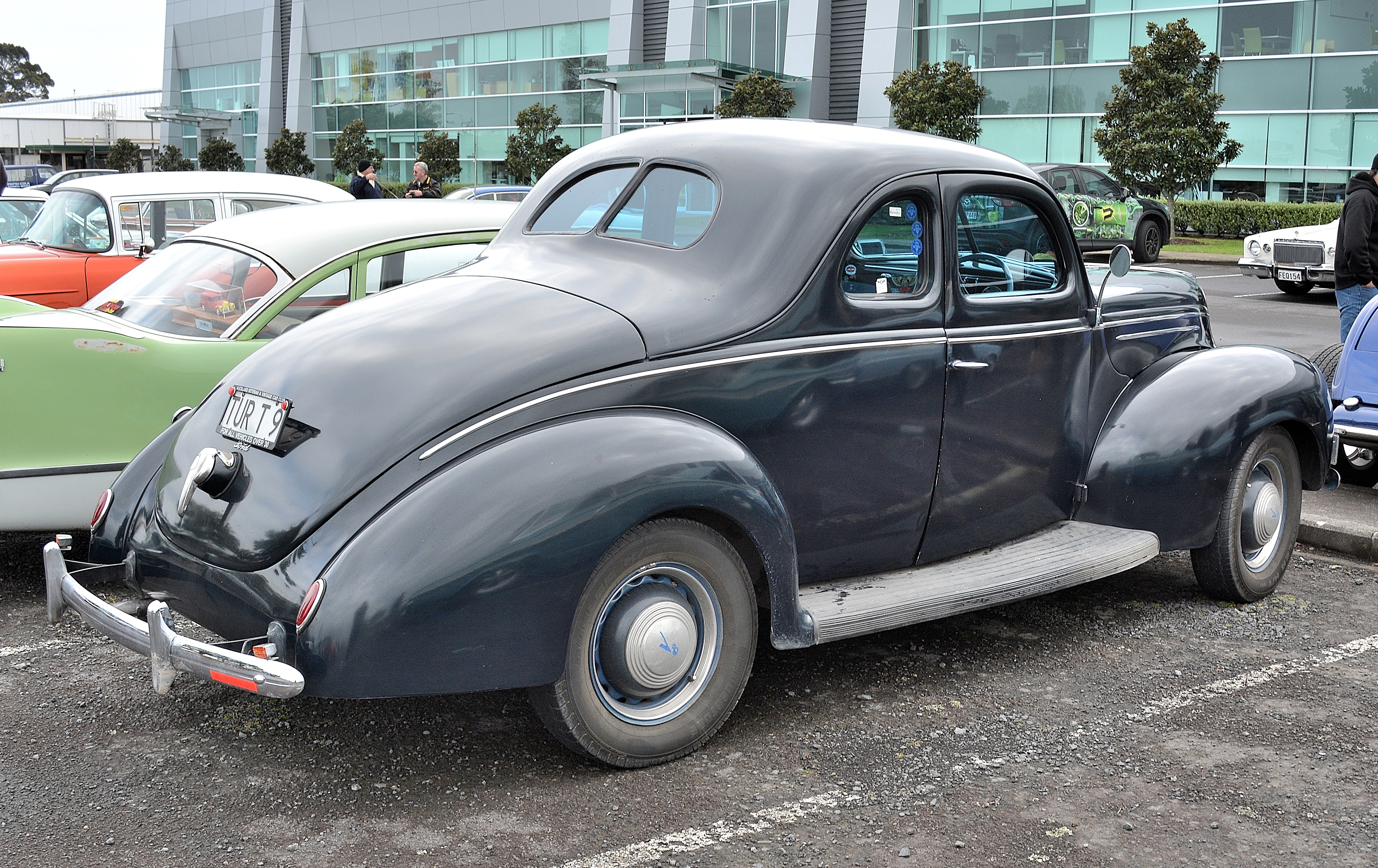
Ford V8 coupé (1939) - Police de Manukau City

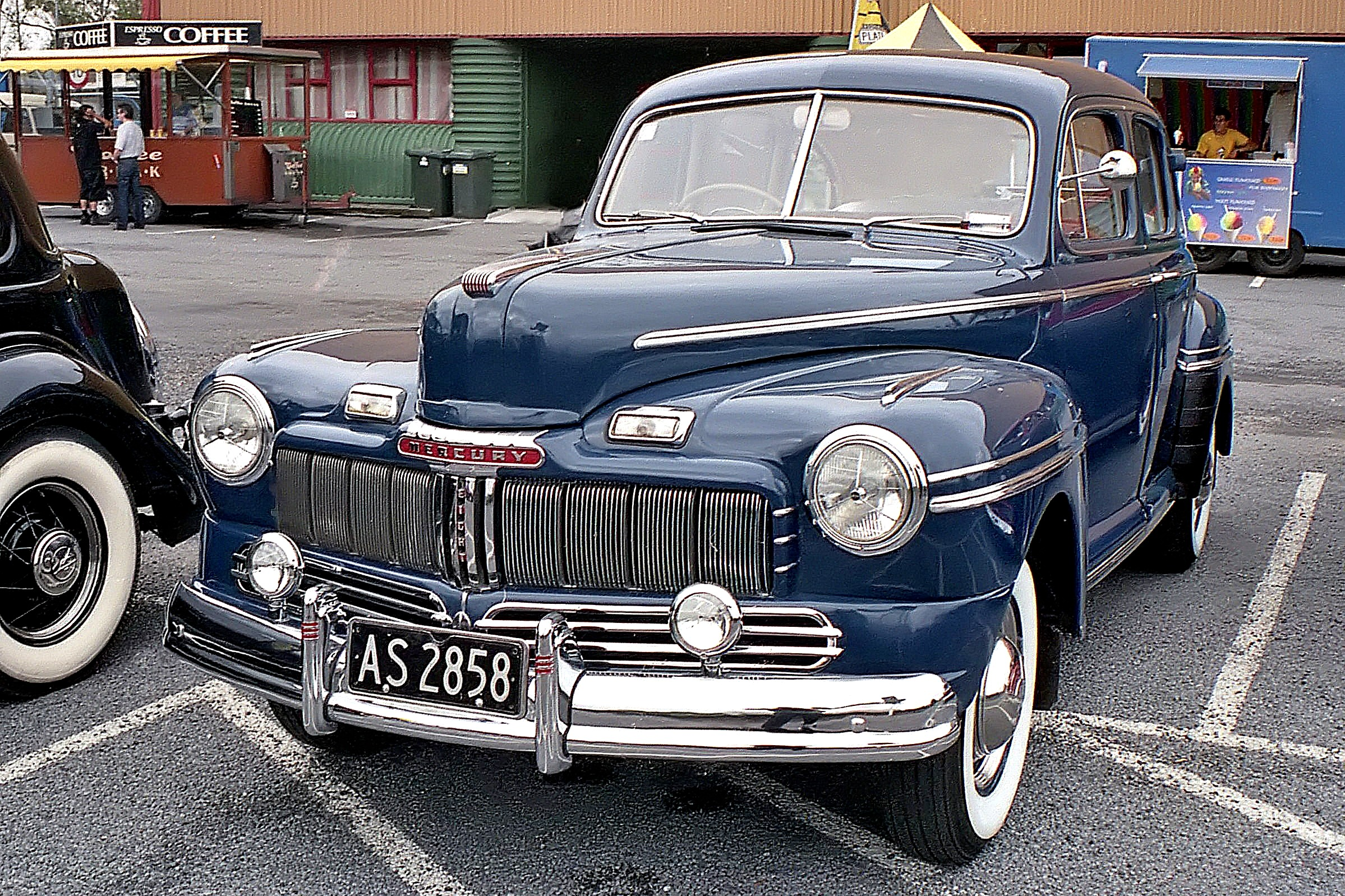
Ford Mercury (1947)

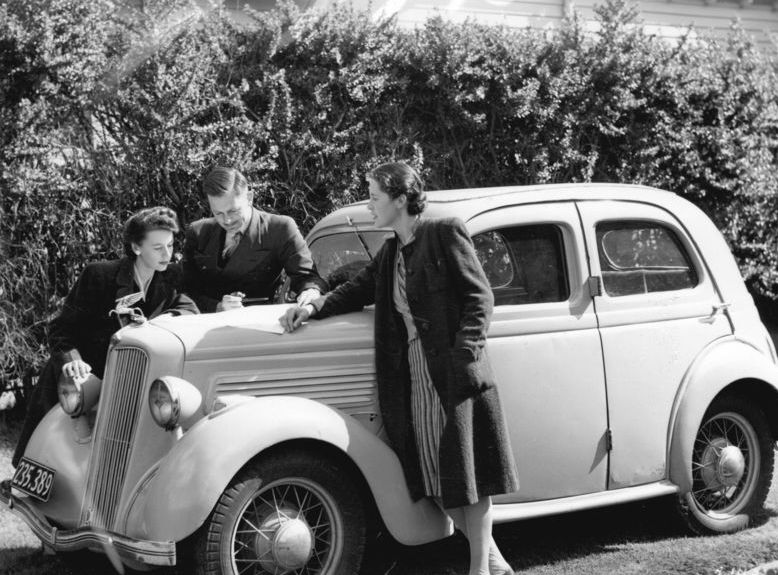
Ford Modèle "C" anglais

### Ford Motor Company (1936-1988)
À la fin de 1935, Ford Motor Company Canada annonce la construction d'une nouvelle usine d'assemblage à Wellington dont la mise en service est programmée le 1er juillet 1936. Ford Motor Company New Zealand reprenait ainsi directement l'assemblage et la distribution de ses véhicules. Le réseau de vente a été conservé par Colonial Motor Co.
Ford et Mazda ont utilisé les assembleurs de véhicules de Wiri de 1987 à 1997. L'usine d'assemblage de Lower Hutt a fermé en 1988.

### New Zealand Motor Corporation (1970-1998)
New Zealand Motor Corporation était une société cotée en bourse, créée en 1970. C'était une association entre deux assembleurs indépendants "Morris et Austin" : Austin Distributors Federation et Dominion Motors. Honda a racheté la société en 1985 qui l'a renommée Honda New Zealand en 1988.
Outre les voitures Leyland, NZMC a assemblé quelques modèles Jaguar, Rover et Land Rover et des utilitaires Leyland dans son usine de Stoke. Au cours des années 1980, Stoke a ensuite assemblé des modèles Honda. L'usine a fermé le 21 août 1998.

### Motor Assemblies (1936-1998)

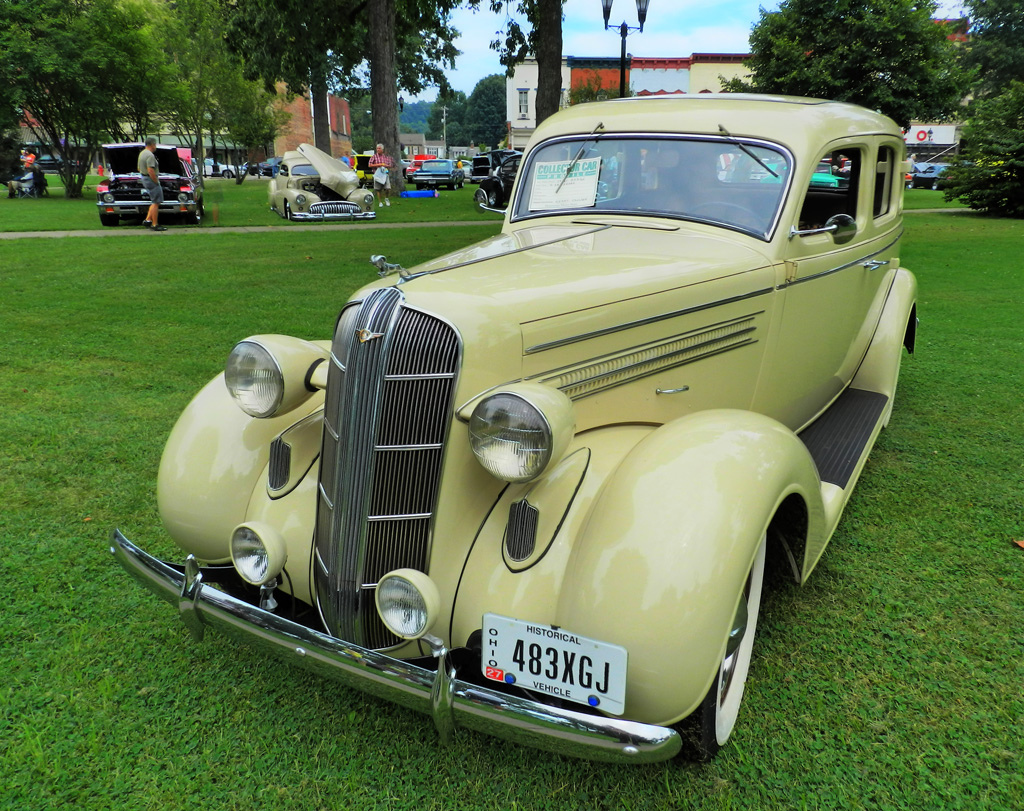
Dodge (1935)

Les carrossiers de l'île du Sud "Amuri Motors", "PH Vickery", "Cossens & Black" et "Boon & Co." ont décidé d'assembler eux-mêmes des voitures dans l'usine de Christchurch de Boon & Co. Les voitures Dodge puis Standard ont été assemblés à partir de kits CKD. La société Motor Assemblies (South Island) Ltd a été fondée en juin 1935. Chaque associé détenait un quart du capital.
En 1939, trois marques de voitures étaient assemblées. La société a acheté des terrains pour créer une extension de l'usine en juillet 1939 mais la guerre a été déclarée cinq semaines plus tard.
Une nouvelle usine a été construite après la guerre pour assembler des voitures Studebaker et Standard. En 1954, l'usine a été rachetée par Standard-Triumph International
La production de Christchurch s'est arrêtée le 24 août 1965 et tout l'outillage de production a été déplacé à Nelson,. Standard Triumph International a été racheté par Leyland Motors en 1960 et l'usine de Nelson a été intégrée dans British Leyland en 1968. Honda New Zealand a fermé l'usine en août 1998.

### Seabrook Fowlds (1937-1945)
Au cours de l'hiver 1936, pour se conformer à la nouvelle réglementation sur les véhicules importés, Seabrook Fowlds a annoncé qu'ils construiraient "une usine d'assemblage" à Auckland pour produire des Austin. Il y avait 54 salariés dans la nouvelle usine et sa production était en moyenne de 20 voitures par semaine. À la fin de la guerre, cette petite usine a été transformée pour assembler des camions Austin.

### Austin South Island (1939)

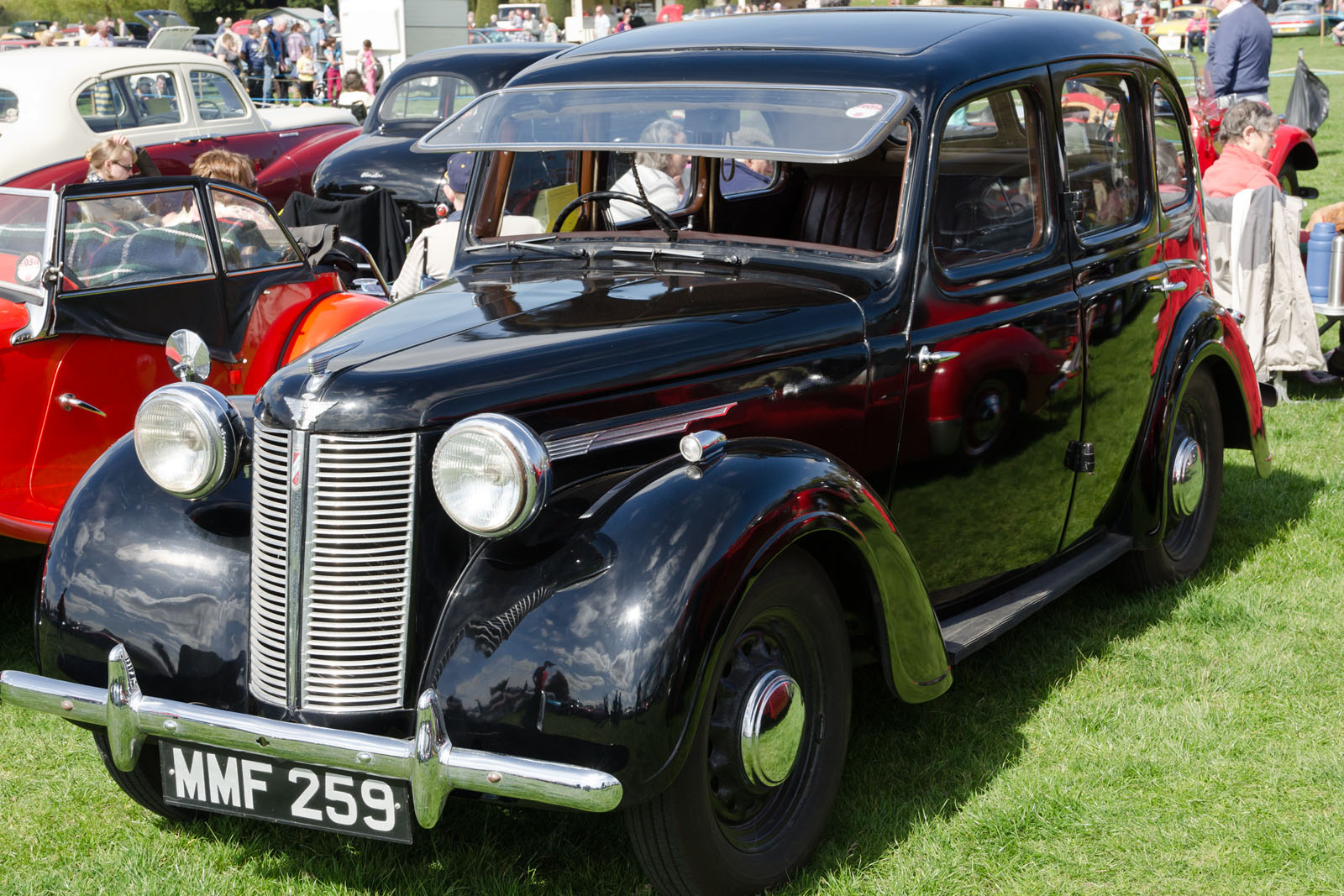
Austin Ten (1946)

La société David Crozier Ltd exploitait deux petits ateliers d'assemblage depuis quelques années mais, en mars 1939, un consortium de concessionnaires de South Island annonce la construction d'une nouvelle usine d'assemblage à Christchurch. La nouvelle société Austin Motor Industries Ltd a été fondée le 25 mai 1939.

### Dominion Motors (1936-1978)

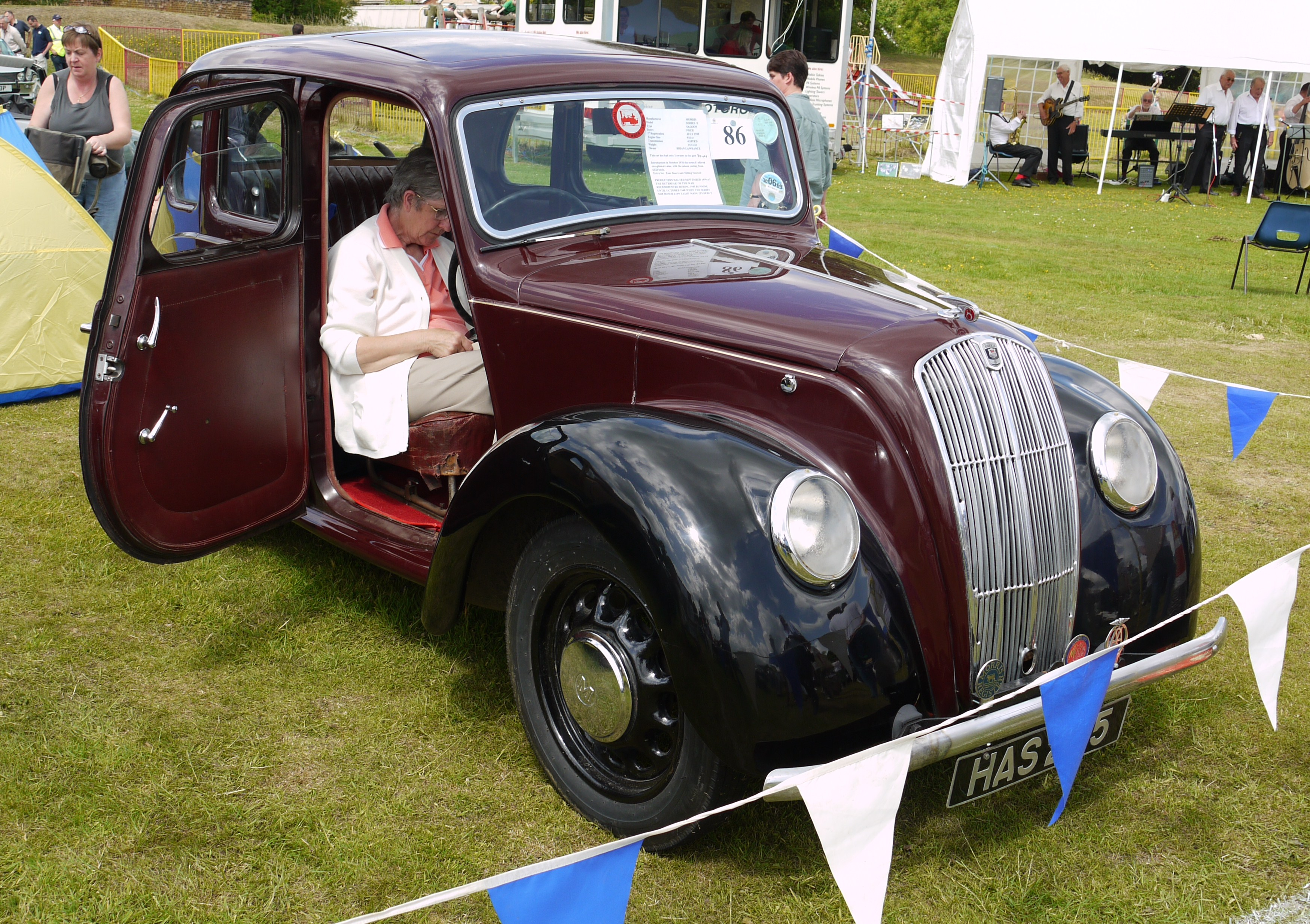
Morris 8 (1939)

L'entreprise Dominion Motors de Wellington a débuté en 1912 avec la vente en gros de véhicules importés. En 1919, elle fusionna avec Universal Motor Co..
En 1938 elle construit une véritable usine d'assemblage à Mortimer. Le bâtiment a été achevé fin février 1939 et était dimensionnée pour assembler 10 véhicules par jour. La guerre a été déclarée le 3 septembre 1939 mais l'usine a poursuivi son activité. Au début des années 1950, elle employait plus de 600 personnes. Une usine supplémentaire a été construite à Panmure en 1953. Ouverte en 1954, les différentes versions de la Morris Minor ont été assemblées jusqu'en 1975.
La production a été transférée de Mortimer Pass et Nuffield Street à Panmure en 1978. L'usine de Panmure a fermé en 1987.

## Les effets de la Seconde Guerre mondiale

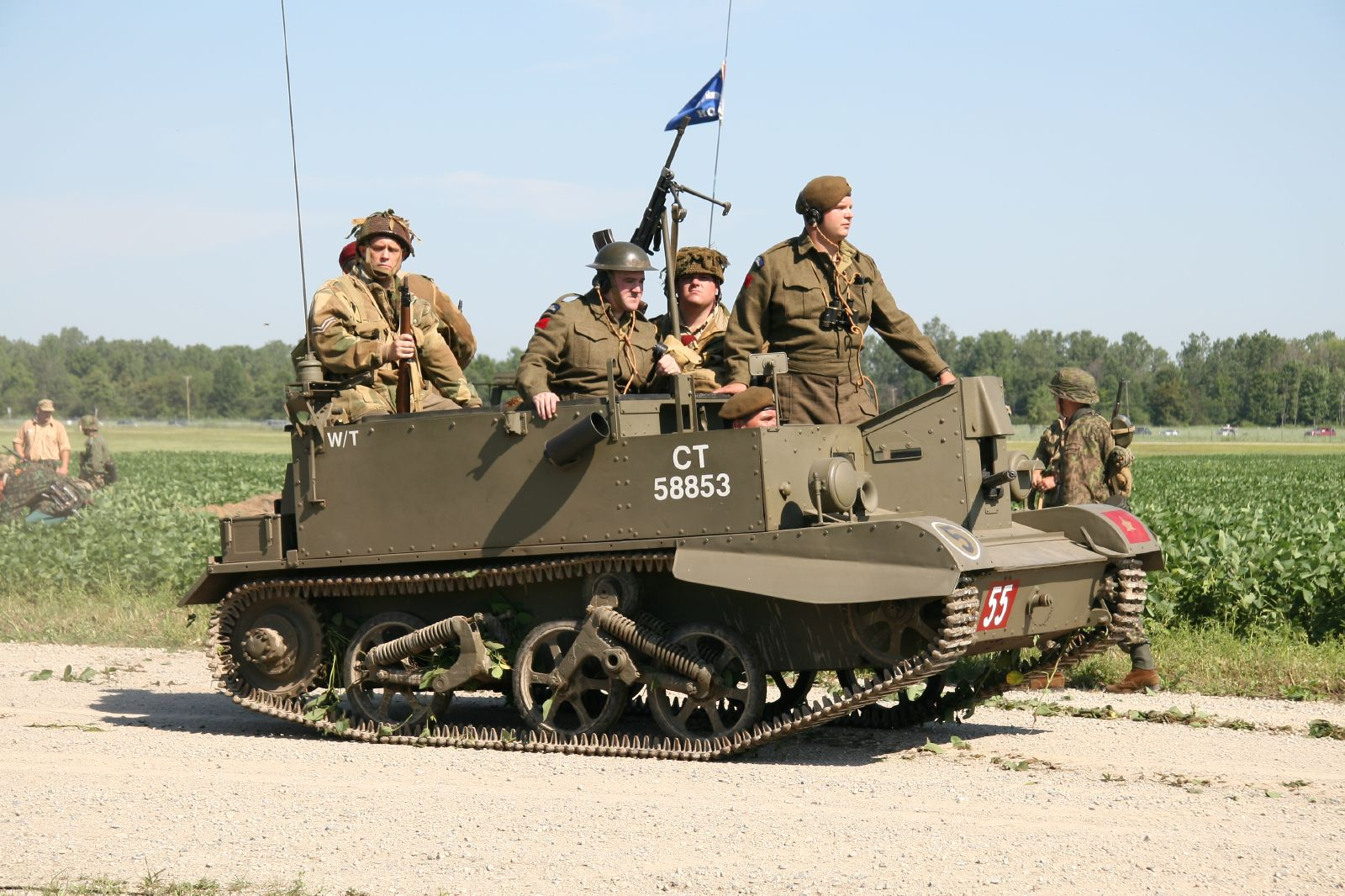
Chenillette d'infanterie Universal Carrier

Pendant la Seconde Guerre mondiale, l'usine General Motors de Petone a construit 1 200 chenillettes d'infanterie Universal Carrier (ou Bren Gun), avec des sous-traitants répartis dans tout le pays. Des véhicules blindés légers, des mortiers, des obus, des grenades, des mines antichars et des mitrailleuses ont également été fabriqués.
Au cours des quatre années qui ont précédé la guerre, le parc automobile national avait augmenté de 42 %. La Nouvelle-Zélande se plaçait juste derrière les États-Unis pour le nombre de voitures par habitant. Le rationnement de l'essence est entré en vigueur le 5 septembre 1939 et a duré jusqu'au 31 mai 1950. En 1942, une pénurie de caoutchouc a fait des pneumatiques un bien très rare, le Japon ayant accaparé la plupart des plantations. Il était même devenu nécessaire d'obtenir une licence pour acheter des bottes en caoutchouc et des bouillottes.

## Les voitures importées sans taxes

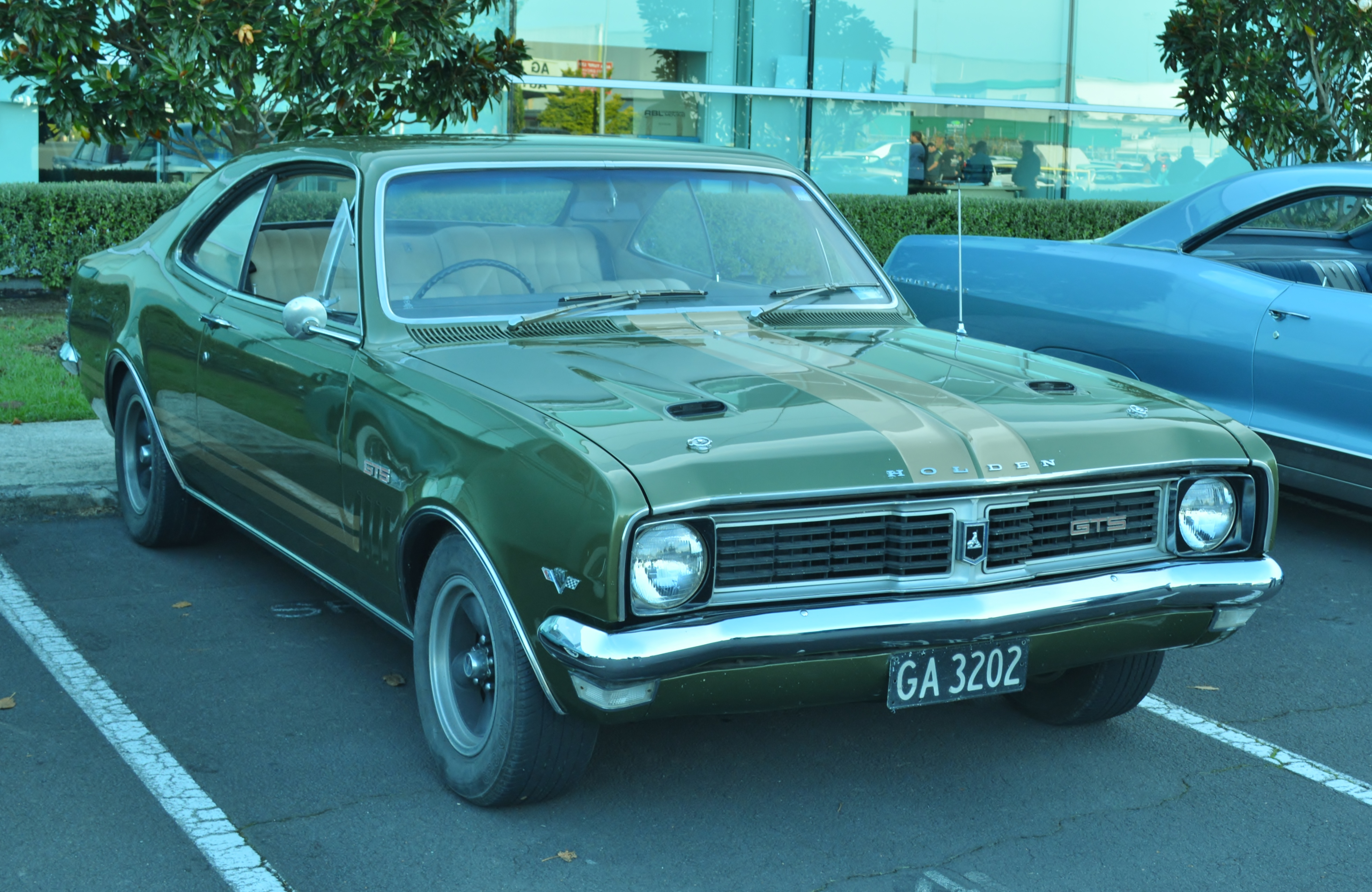
Holden Monaro GTS V8

À partir de mai 1950, les acheteurs pouvaient éviter les attentes interminables pour acquérir une nouvelle voiture en utilisant des "fonds étrangers". Ils pouvaient même importer des voitures pour lesquelles aucune licence d'importation ne serait délivrée. L'acheteur devait payer la part étrangère de la voiture par une source indépendante du contrôle des changes. Le solde des frais généraux du concessionnaire, des droits de douane et de la taxe de vente étaient payés en monnaie locale lors de la livraison du véhicule. Si le véhicule était assemblé localement, l'exigence de «fonds étrangers» était beaucoup plus faible. Pendant longtemps, les "fonds étrangers" n'étaient pas difficiles à obtenir ou à "créer".
Ce régime fiscal particulier semble avoir duré plus de trente ans, Holden en a même fait un argument publicitaire.
Importations détaxées :
| Année | Quantité |
| ----- | -------- |
| 1955  | 1.998    |
| 1956  | 2.321    |
| 1957  | 1.427    |
| 1958  | 2.409    |
| 1959  | 2.527    |
| 1960  | 3.981    |
| 1961  | 7.727    |
| 1962  | 6.584    |
| 1963  | 11.426   |
| 1964  | 12.606   |
| 1965  | 14.121   |
| 1966  | 14.426   |
| 1967  | 14.928   |
| 1968  | 10.286   |
| 1969  | 9.035    |

## Les usines d'assemblage restées actives

### Austin Distributors (1946-1983)
L'agent d'Austin George H. Scott est devenu le représentant officiel de l'usine d'Austin en Nouvelle-Zélande en 1919. Il a formé la Austin Distributor Federation.
Deux nouvelles sociétés ont été constituées en août 1945 : Associated Motor Industries Ltd et Austin Distributors Federation (NZ) Ltd, toutes deux à Wellington. L'usine de Petone a fermé ses portes en mai 1983.

### Motor Holdings (1958-1987)

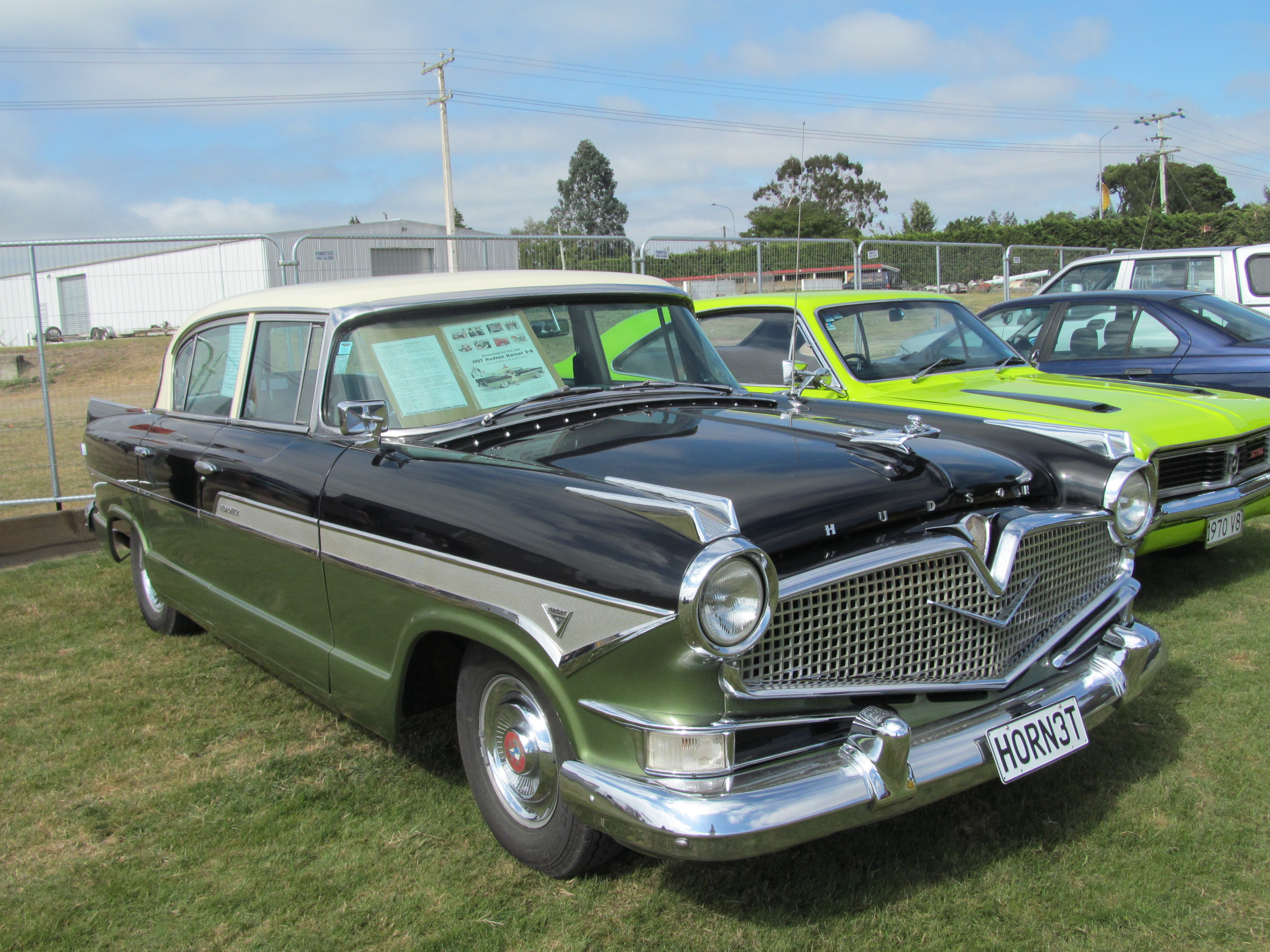
Hudson Hornet (1957)

Motor Holdings a été fondé en 1936 et s'est développé à partir de la licence de Jowett Motors qui importait et assemblait les camionnettes et camions très légers Bradford à Auckland. Motor Holdings contrôlait 15 petites entreprises, dont une nouvelle société d'assemblage appelée Motor Industries International Ltd. Après la fermeture de Jowett en 1954, Motor Holdings a obtenu la licence Volkswagen et a changé de raison sociale en VW Motors. VW Motors a construit une nouvelle usine d'assemblage qui a été mise en service en 1958 à Otahuhu Les modèles Rambler d' American Motors Corporation ont aussi été assemblés par l'usine VW sur une ligne secondaire jusqu'en 1962.
Motor Holdings a assemblé de nombreuses marques différentes en plus de Volkswagen, notamment dans les années 1950 : Studebaker, Nash et Hudson, au début des années 1960 : Rambler, Peugeot 403 et 404 et, au milieu des années 1960 : Datsun, Simca, Skoda, la Fiat 500 (baptisée "Fiat Bambina" en 1965), et la Trekka assemblée dans les années 1960 et 1970.
European Motor Distributors a été fondé par Colin Giltrap en 1978 et a continué à assembler des Volkswagen jusqu'en 1986.
L'usine d'Otahuhu a produit environ 127 000 véhicules avant d'être vendue à Mazda. Le dernier véhicule était un utilitaire Mazda assemblé en 1987.

### Steel Brothers (1964-1998)

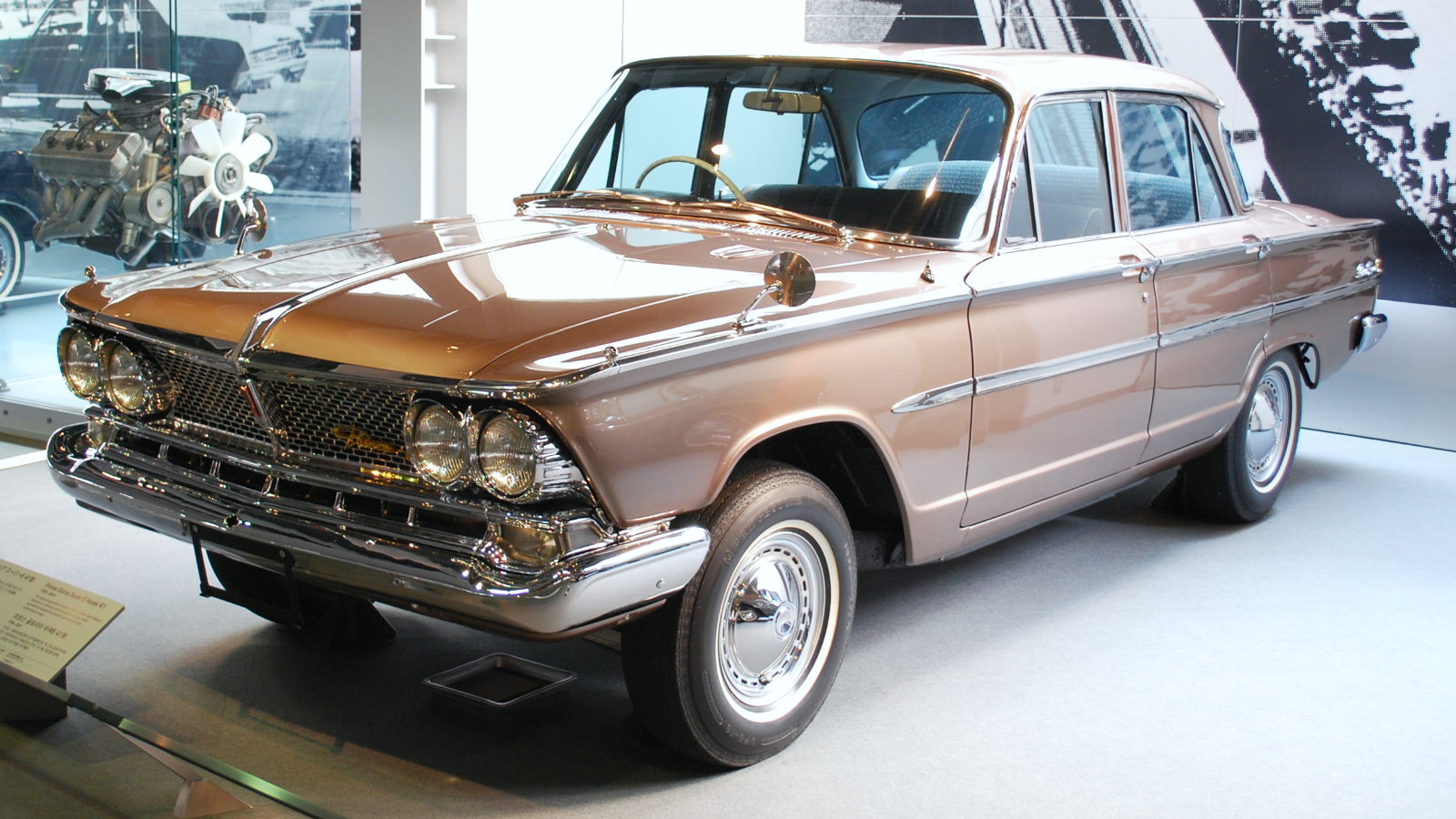
Nissan Prince Gloria

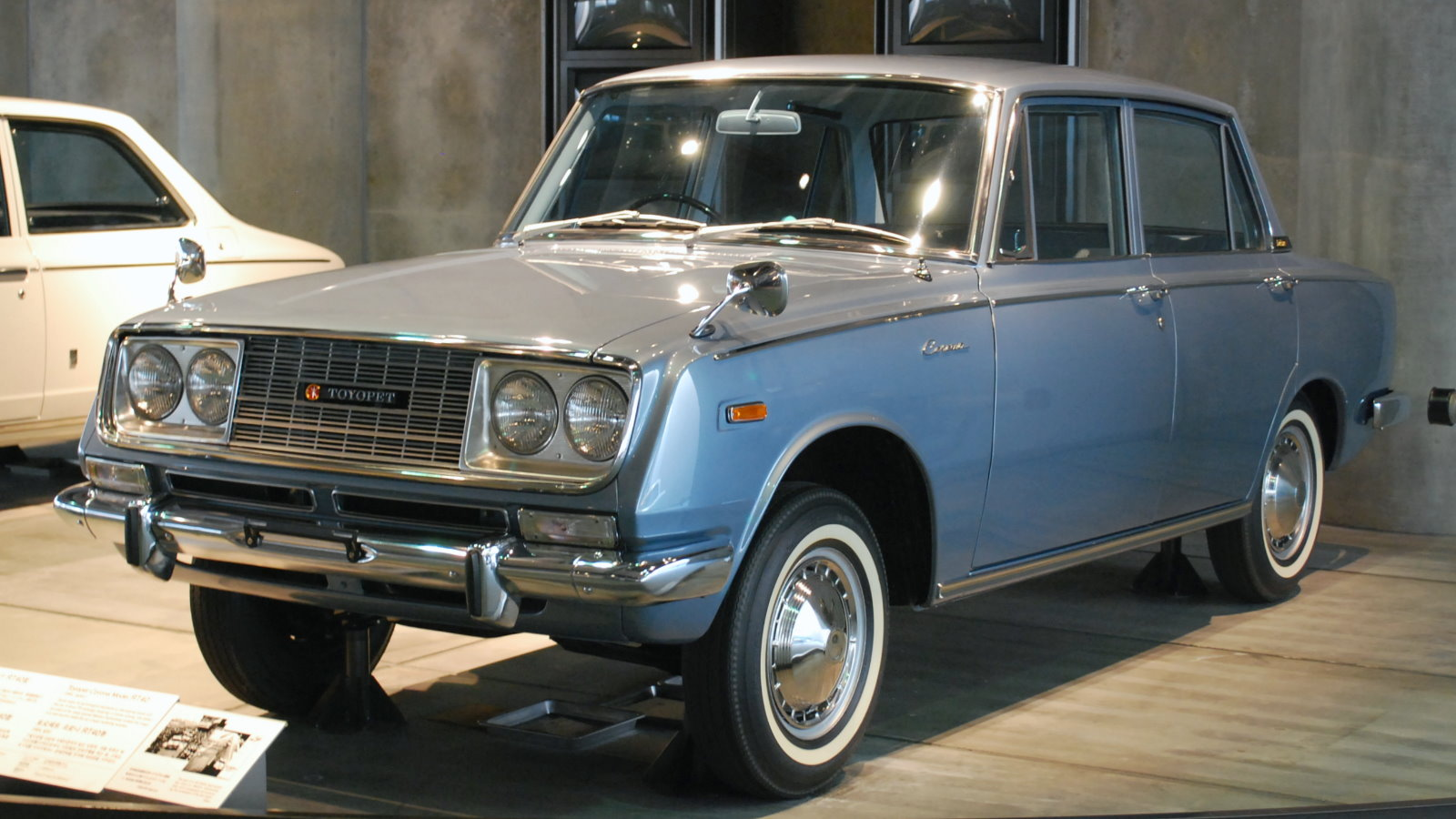
Toyota Corona T40

Steel Brothers Canterbury Coach Factory a commencé à fabriquer des carrosseries pour véhicules commerciaux au début des années 1900. La société a été parmi les premières à assembler des voitures japonaises en Nouvelle-Zélande. En 1964, Steel Brothers a absorbé Steel Motor Assemblies Ltd et a commencé à assembler la Nissan Prince Gloria (en) puis, plusieurs modèles Datsun / Nissan et des Mazda.
En février 1967, elle a commencé à assembler les premières Toyota de Nouvelle-Zélande, les Toyota Corona T40 et T50 pour Consolidated Motor Industries, qui possédait la licence de Toyota New Zealand. Consolidated Motor Industries était un partenariat entre les importateurs Mercedes-Benz, Cable-Price-Downer, et Challenge Corporation, rebaptisé Consolidated Motor Distributors en novembre 1970.
Les grands constructeurs comme Toyota n'ont pas été en mesure de créer leurs propres usines d'assemblage parce que le système de licences d'importation n'accordait des licences par marque qu'aux détenteurs de licences existants. Comme tous ses concurrents, Toyota a été obligé d'acheter les détenteurs de licence.
En février 1977, Toyota a acquis une participation de 20% dans Consolidated Motor Distributors, qui contrôlait désormais Campbell Motor Industries à Thames, et en mai 1979, CMD a été renommé Toyota New Zealand Ltd. L'achat complet a été finalisé en juin 1992. Toyota a également acquis Steel Motor Assemblies et l'a renommé Toyota New Zealand Christchurch.
Steel Brothers (SteelBro) a également assemblé et exporté des voitures de sport Lotus Seven de 1973 à 1979.
Bien que des changements de la réglementation soient intervenus en 1978, le système de transport longue distance n'a été transformé qu'en 1983 avec la suppression du monopole du fret pour New Zealand Railways Corporation. Steelbro, a construit plus de 5 000 cabines et carrosseries de camions au cours des dix  années (1983-93) et a choisi de se concentrer sur les remorques et semi-remorques.

### Campbell Motor Industries (1964-1998)

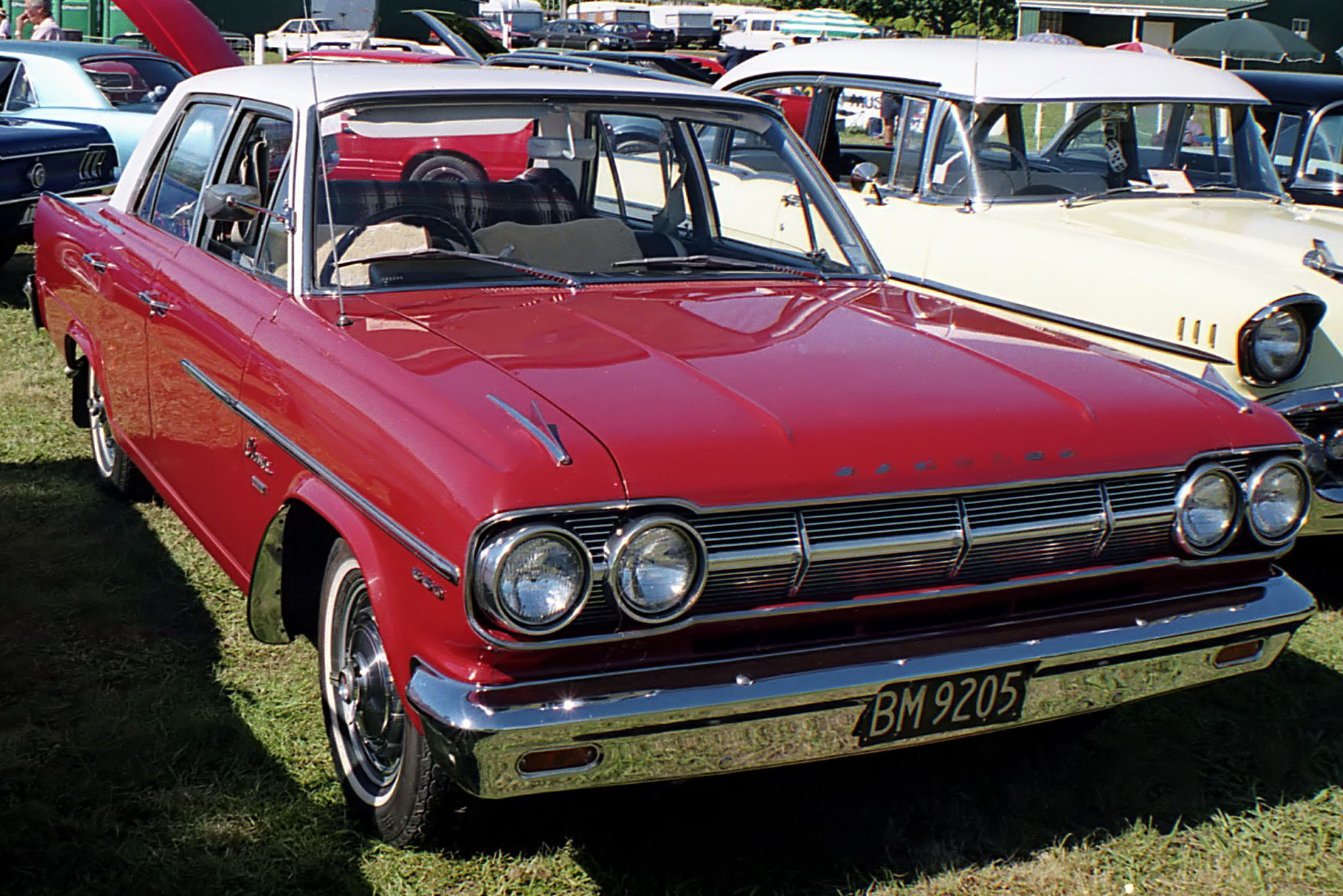
Rambler 660 (1965)

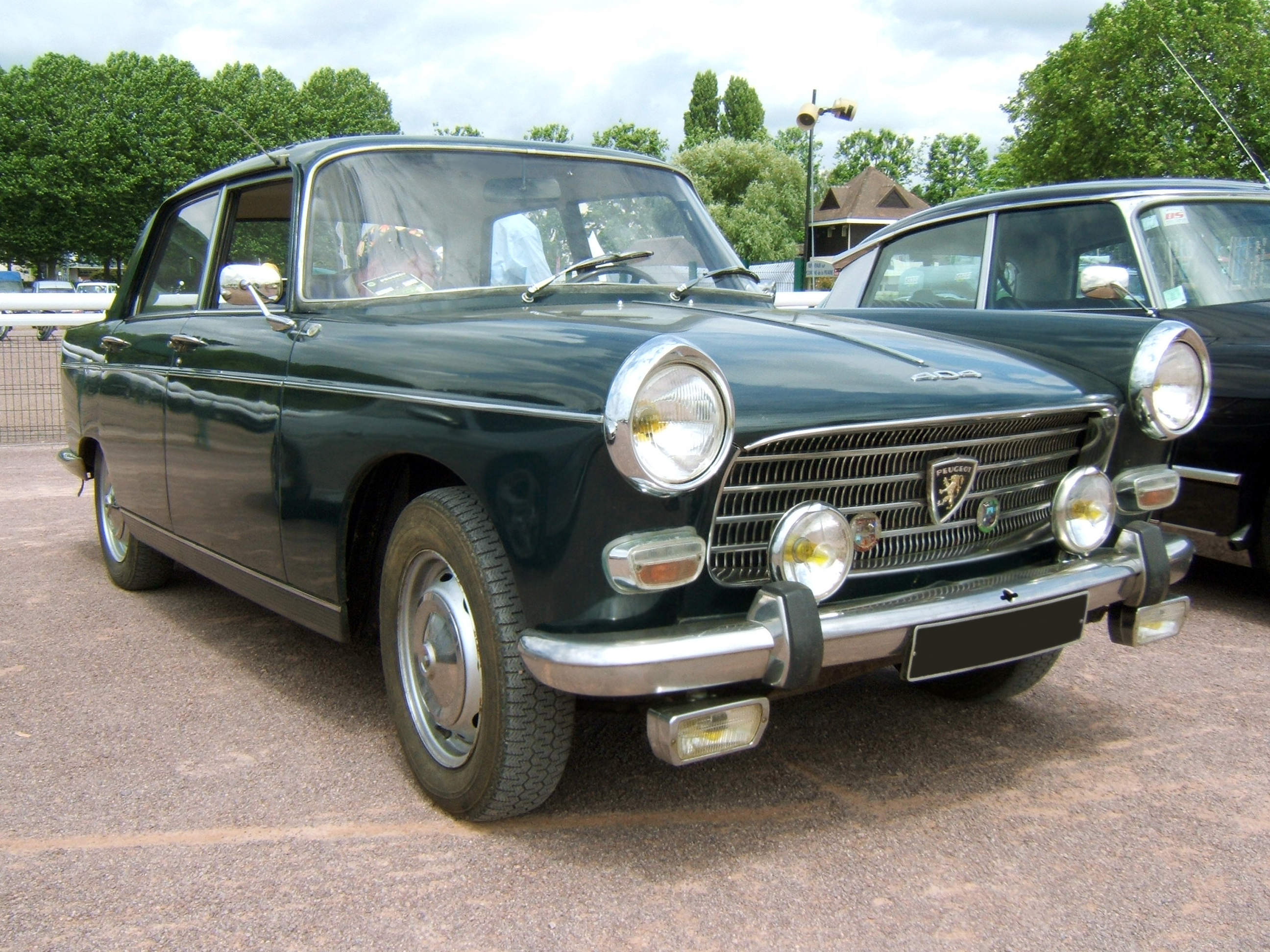
Peugeot 404 (1964)

Le centre Goldmining de Thames était, à partir de 1872, la base d'A & G Price. Dans les années 1960, A & G Price était la branche ingénierie lourde du conglomérat Cable Price Downer, propriétaires avec Challenge Corporation du détenteur de la licence Toyota Consolidated Motor Distributors.
En 1963, Campbell Motor Industries a fait construire une usine d'assemblage. Le premier modèle assemblé fut une Peugeot 404 le 3 septembre 1964. Campbell Motors a acquis également les droits d'assemblage l'American Motors Rambler, qui, auparavant, était assemblé par VW Motors à Otahuhu, Auckland. La première Rambler assemblée par Campbell Motors Industries à Thames est sortie de la chaîne de montage en septembre 1964. CMI a assemblé la Rambler Classic puis, à partir de 1967, la berline Rambler Rebel. CMI a également importé des véhicules à conduite à droite entièrement assemblés d'AMC, dont les break et coupé Rambler Rebel. Au total, 590 Rebel berlines ont été produits par CMI et 177 breaks et coupés ont été importés.
À partir de 1966, CMI a acquis les droits d'assemblage des Hino Contessa et Isuzu Bellett (en),, puis de certains modèles Renault en 1967. Les premières Toyota Corolla de Nouvelle-Zélande ont été assemblées en avril 1968.
Challenge était devenu le principal actionnaire en 1975 et en 1977 a vendu cette participation à Consolidated Motor Industries qui a été rebaptisée Toyota New Zealand en mai 1979.
Les bâtiments de Thames ont été transformés en ateliers de réparation pour remettre à neuf des Toyota d'occasion importées du Japon et vendues sous le nom de Signature Toyota.

### New Zealand Motor Bodies
New Zealand Motor Bodies a été créé en 1926 sous le nom de Munt, Cotterell, Neilsen and Company Ltd. En 1937, la raison sociale de la société devient NZ Motor Bodies. NZMB a fabriqué des carrosseries d'autobus et d'autocars à ossature métallique et des carrosseries pour véhicules commerciaux dans son usine de Petone. Ce fut la première entreprise locale à fabriquer des carrosseries d'autobus en acier en Nouvelle-Zélande et ont livré 2 500 exemplaires à l'armée pendant la Seconde Guerre mondiale. Au cours des années 1940, NZMB a construit des autobus pour NZRRS-New Zealand Railways Road Services en utilisant le châssis de camion Bedford. NZMB a produit des 1 280 autobus NZRRS SB entre 1954 et 1981.
En 1978, les ateliers ont été transférés de Petone à Palmerston North. En 1983, l'entreprise a de nouveau changé de nom pour devenir Coachwork International Ltd. C'était alors le plus grand constructeur d'autobus et d'autocars de Nouvelle-Zélande. La société a cessé ses activités en 1993.

### Nissan (1970)
L'usine d'assemblage de Nissan Motor Distributors de Mt Roskill, a été inaugurée le 25 mars 1974. Elle assemble des berlines, des utilitaires et des camions lourds pour Nissan Datsun.

### Les équipementiers
Les composants fabriqués localement étaient l'habillage intérieur, la peinture, les batteries, les jantes en alliage, les pneus et les composants en caoutchouc, les ressorts, les pare-brises, le verre, les faisceaux de câbles, les radios, les systèmes d'échappement et les pare-chocs. Ils avaient été imposés depuis les années 1920.
Le conflit entre ce qui semblait être du bon sens pour les constructeurs étrangers et les exigences locales pouvait donner lieu à des situations cocasses. Certains kits CKD étaient réceptionnés avec les bougies d'allumage déjà montées sur leurs moteurs. Les assembleurs étaient alors obligés d'enlever et de détruire ces bougies et de les remplacer par des bougies de qualité inférieure mais de fabrication locale.

### Les voitures japonaises
Les premières voitures japonaises assemblées en Nouvelle-Zélande étaient des Nissan, connues sous la marque Datsun. Les Datsun Bluebird P312 ont été assemblées à Mount Wellington à partir de mars 1963. Jusqu'à ce que Nissan dispose de sa propre usine d'assemblage à Wiri, au sud d'Auckland, à la fin des années 1970, les Nissan étaient assemblées par NZ Motor Bodies à Wellington.
D'autres fabricants japonais ont fait comme Nissan, Toyota avec la Corona et plus tard la Crown, assemblées par Steel Brothers Ltd à Christchurch puis par Campbell Motor Industries (CMI) à Thames assemblant la Corolla à partir de la fin des années 1960. Steel Brothers Ltd a également assemblé des Lotus Seven sous licence. CMI a également assemblé es Hino Contessa, des Isuzu Bellett et des Toyota Corolla après le rachat de Hino.
New Zealand Motor Corporation a commencé par assembler des Honda à Petone à partir de 1976. Les camionnettes Mazda série B ont été assemblées par Steelbros en 1969. L'assemblage des Mazda a été partagé avec Ford dans l'usine d'assemblage commune Vehicle Assemblers NZ (VANZ), mise en service en 1973.

### Autres marques
- Des Renault Dauphine et R8 ont été assemblées par Todd Motors.
- Des Peugeot ont été assemblées chez Motor Holdings puis par Cambel Motors.
- Les Studebaker ont d'abord été assemblées avec les Nash et les Hudson dans l' usine Standard de Christchurch avant d'être assemblées chez Motor Holdings.
- Les Lada ont été lancées sur le marché à la fin des années 1980 puis de nouveau au début des années 1990, dans le cadre d'un accord d'importation entre New Zealand Dairy Board et l'Union soviétique, mais n'ont jamais été assemblées localement. La licence d'importation a été mise en vente au début de 1993, alors que le marché automobile néo-zélandais se contractait[54].

### Les marques les plus assemblées en Nouvelle-Zélande en 1967
Les quatorze plus grandes marques automobiles du monde étaient, dans l'ordre décroissant :
General Motors, Ford, Chrysler, Volkswagen, Fiat, British Motors, Renault, Toyota, Citroën, Nissan, Peugeot, American Motors, Daimler-Benz, Volvo.
Certains modèles de chacune de ces marques ont été assemblés en Nouvelle-Zélande, à l'exception de Citroën, Daimler-Benz et Volvo.
Selon le New Zealand Institute of Economic Research-NZIER, en 1970, les trois quarts des voitures produites étaient assemblées dans la vallée de Hutt, la plupart des autres étaient assemblées à Auckland. Neuf entreprises étaient opérationnelles dont trois appartenaient à des constructeurs étrangers. Chaque entreprise avait une seule usine sauf Austin qui disposait de deux usines, à Hutt Valley et à Auckland. La part des composants importés représentait 60 % du prix global d'une voiture, contre 71 % dans les années 1940.
L'NZIER a considéré que l'assemblage automobile n'était pas capitalistique et qu'il utilisait une main-d'œuvre peu qualifiée. En 1971, il a estimé que les véhicules complets importés, sans droits de douane, coûteraient environ 3 pour cent de moins que les voitures assemblées localement. Dans le même temps, les coûts de l'assemblage et des composants locaux étaient environ du double comparés à ceux des constructeurs à l'étranger. Le rapport affirmait que limiter les niveaux de production actuels à un ou deux modèles assemblés dans une ou deux usines apporterait des économies importantes grâce aux économies d'échelle. Il a aussi été calculé que la production de 200 000 véhicules par an serait nécessaire pour réaliser d'importantes économies d'échelle. En résumé, forcer la fabrication locale n'a pas été difficile mais les résultats n'ont pas été pleinement satisfaisants.

## La disparition des usines d'assemblage
Avec la réduction puis la suppression des taxes douanières en 1988 ainsi que l'importation de voitures japonaises d'occasion, les principales usines d'assemblage ont commencé à voir leur activité réduire et ont dû fermer. New Zealand Motor Corporation, qui avait fermé en 1976 son usine vieillissante de Newmarket puis l'usine de Petone en 1982, a aussi fermé son usine de Panmure en 1988. General Motors a fermé son usine de Petone en 1984 et son usine de Trentham en 1990. En 1987, plusieurs usines ont fermé : Motor Industries International, Otahuhu, Ford Seaview et Motor Holdings Waitara. L'usine Suzuki de Wanganui a fermé en 1988 et l'usine VANZ de Sylvia Park, en 1997, Toyota Christchurch en 1996 et VANZ Wiri l'année suivante. Enfin en 1998, l'usine Mitsubishi Porirua, rachetée à Todd en 1987, Nissan à Wiri, Honda à Nelson et Toyota à Thames ont fermé.
| Marques           | Capacité 1985 | Nb usines 1985 | Nb usines 1988 |
| ----------------- | ------------- | -------------- | -------------- |
| Ford              | 20.000        | 2              | 1              |
| General Motors    | 18.000        | 1              | 1              |
| Mazda             | 2.760         | 1              | 1              |
| Motor Holdings    | 9.200         | 2              | —              |
| NZMC / Honda      | 15.000        | 2              | 1              |
| Nissan            | 10.900        | 2              | 1              |
| Suzuki            | 2.990         | 1              | —              |
| Todd / Mitsubishi | 24.000        | 1              | 1              |
| Toyota            | 20.000        | 2              | 2              |
| Total             | 122.850       | 14             | 8              |

Source

## Constructeurs locaux

### Trekka à ce jour

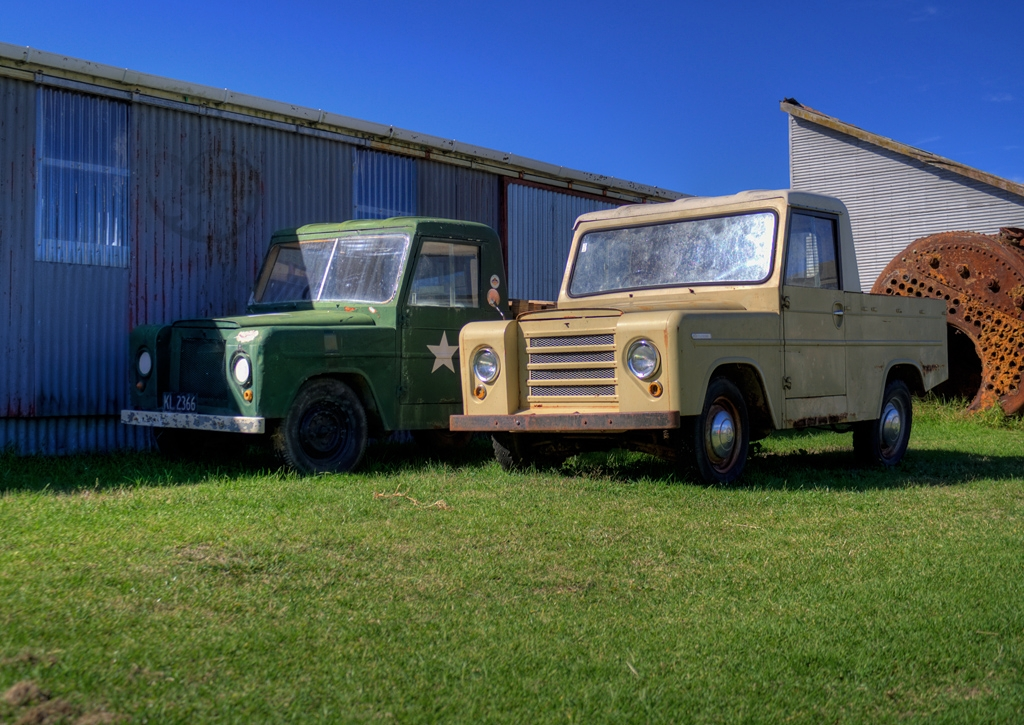
Pick-ups Trekka

La législation avait créé un système fermé pour les usines d'assemblage des grands marques rendant quasiment impossible la naissance de start-up locales. Plusieurs entreprises ont commencé à fabriquer d'autres types de véhicules, principalement destinés aux agriculteurs tels que le Trailmaker (1965–71), le Terra (1967–75) et le plus réussi le Trekka de 1966 à 1973.
En 1974, deux jeunes frères Kevin et Rodney Giles de Whataroa, ont fondé Duzgo Manufacturing Company pour fabriquer un petit véhicule utilitaire léger à deux roues motrices destiné à être utilisé dans les fermes. Le véhicule, baptisé Duzgo, a été réalisé avec des pièces d'origine Austin et Morris, un moteur monocylindre Kohler de 12 ch et d'une double boîte de vitesses donnant 12 vitesses avant et trois vitesses arrière. Il était léger et roulait avec des pneus de moto à crampons, ce qui lui donnait une excellente traction sur des sols boueux. Dix exemplaires ont été fabriqués en 1979. Le Département des Douanes a considéré qu'il s'agissait d'une entreprise de fabrication d'automobiles et qu'il était soumis à la taxe de vente de 30 % sur chaque véhicule. Cela a mis fin à l'entreprise.
Avec la suppression de tous les droits de douane en 1998, de nouveaux petits constructeurs locaux sont venus concurrencer directement les marques étrangères. Des entreprises néo-zélandaises récentes ont visé des marchés de niche. Le premier, Hulme en 2006, a créé un modèle dans le secteur des supercars. Il a été suivi en 2013 par la Zetini Haast Barchetta de Martin Foster, également une voiture de sport. On ne sait pas si l'une ou l'autre de ces sociétés a vendu la moindre voiture.
En 2016, Mike McMaster a conçu une variante du Tuk-tuk, le Kiwigoa, toujours à trois roues mais utilisait un mélange de pièces provenant de la Suzuki Swift et Harley-Davidson. La production envisagée était de 20 exemplaires par an. En 2019, une version électrique a été présentée.

## Les automobiles à carburant alternatif

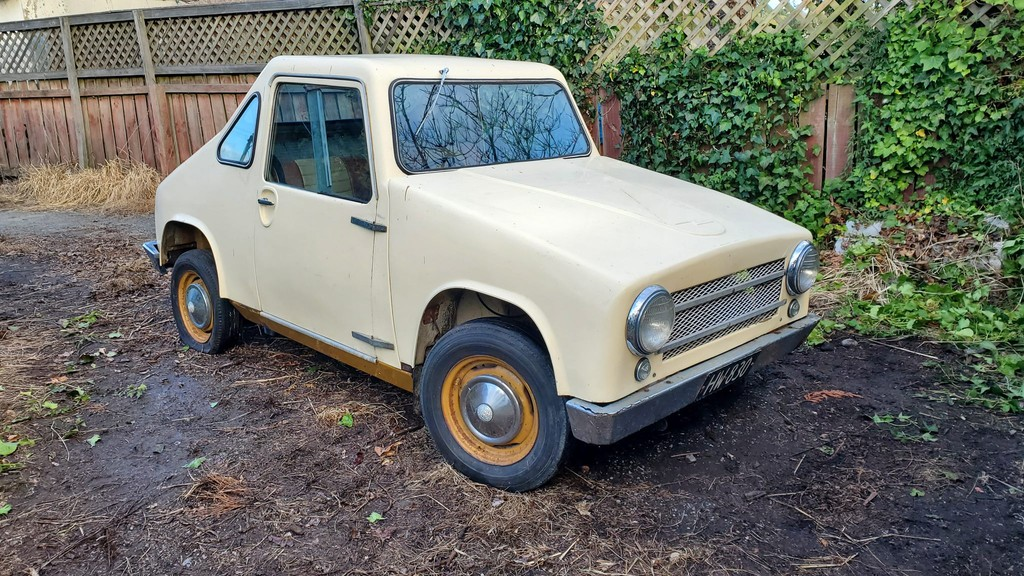
Prototype de voiturette électrique de l'ingénieur et inventeur Timaru Donald MacConachie

Plusieurs véhicules électriques ont été développés en Nouvelle-Zélande, bien qu'aucun ne soit entré en production. Des ingénieurs de l'Université de Canterbury ont fait des recherches sur les véhicules électriques depuis les années 1970. Toujours dans les années 1970, l'ingénieur et inventeur de Timaru Donald MacConachie, a fabriqué environ huit voitures électriques dans l'intention de les produire en masse pour le marché néo-zélandais.
Le premier véhicule du Département de génie électrique et électronique de l'Université de Canterbury, EV1, a été immatriculé en septembre 1976. Il a été suivi par une Austin A40 Farina de 1962 modifiée et rebaptisée EV2, au début des années 1980. En 1999, une Toyota MR2 deuxième génération de 1992 a été importée en Nouvelle-Zélande. Le projet de transformation de cette voiture, rebaptisée EV3, a débuté en 2001. Le prototype a été immatriculé en mai 2006.
L'Université d'Auckland travaille depuis plusieurs années sur la technologie de transfert de puissance par induction. Cela permettrait de recharger les véhicules électriques sans être branchés sur une borne d'alimentation électrique.

### Voitures en kit et répliques

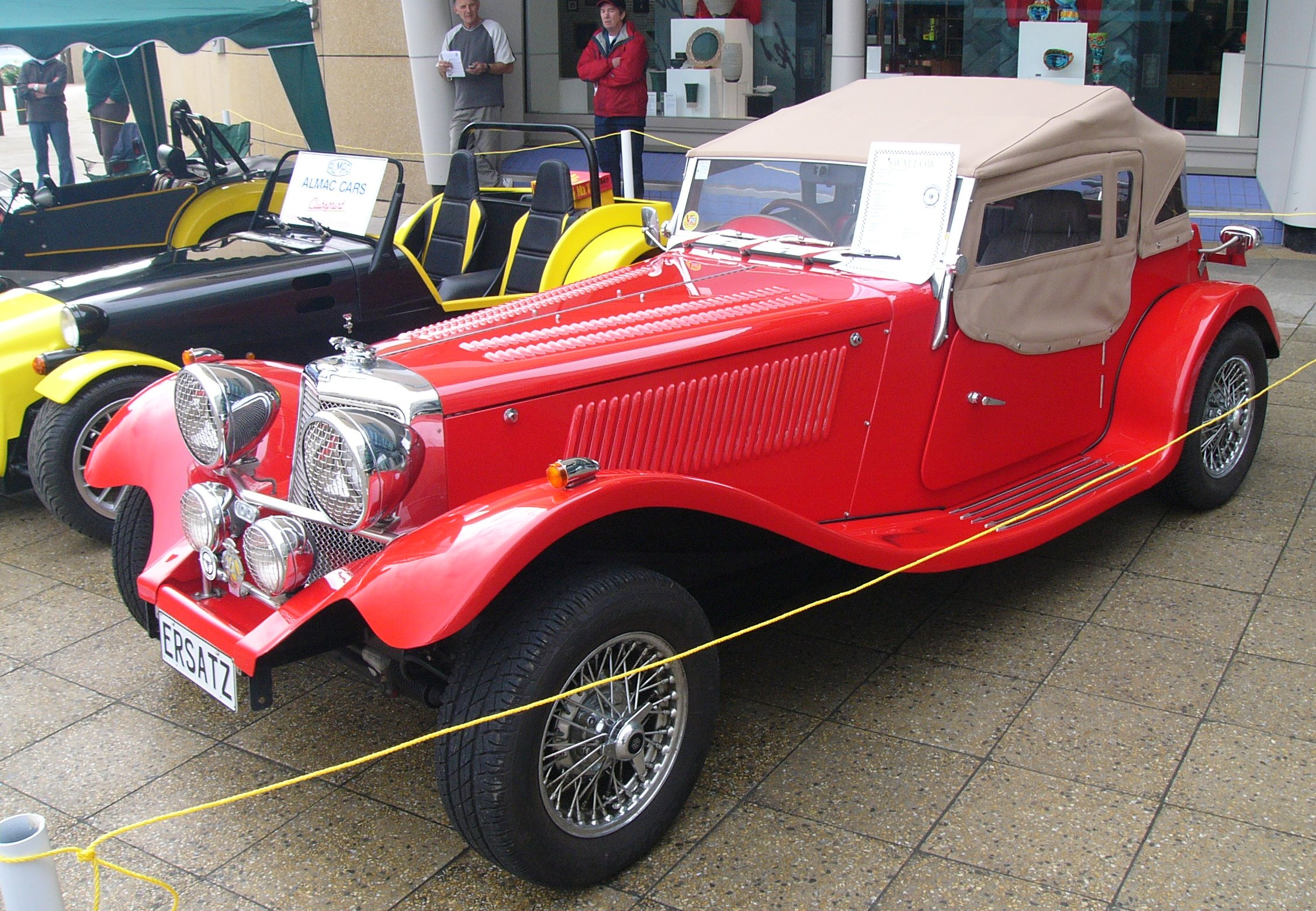

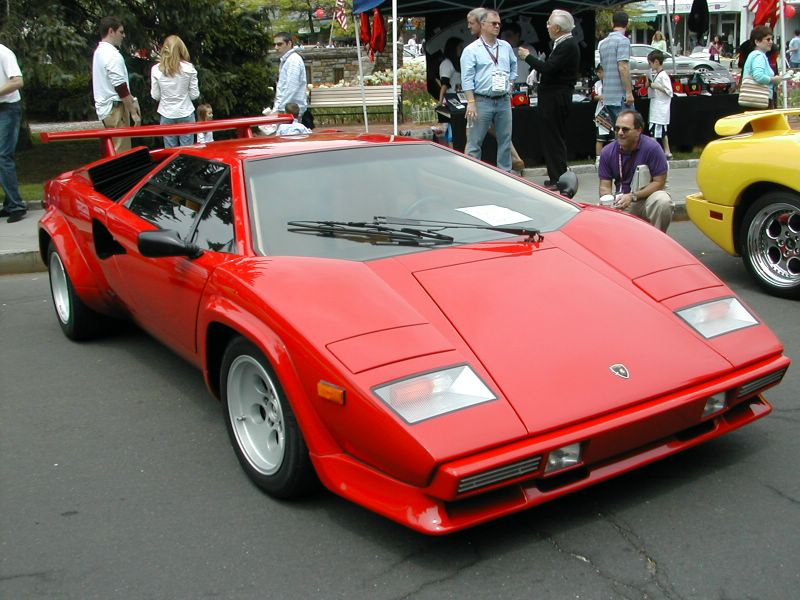
Réplique de la Lamborghini Countach LP 500 S

La Nouvelle-Zélande a une longue histoire de petits garages et de passionnés de voitures qui modifient et créent des voitures de sport et de course qui ont parfois fait l'objet de plaintes de la part des marques copiées. Entre 1935 et 1937, les frères Everson, connus pour avoir fabriqué le premier monoplan bimoteur de Nouvelle-Zélande, ont créé une petite voiture à moteur arrière à deux places appelée Everson Cherub.
Au début des années 1950, avec l'avènement des carrosseries en fibre de verre , une nouvelle opportunité s'est présentée aux entreprises locales de passionnés d'automobiles. Parmi ces fabricants, Weltex Plastics Ltd importa un moule de voiture de sport Microplas Mistral et commença à fabriquer des carrosseries et des châssis dès 1956. En 1958, Puma et Cougar firent de même.
En 1962, Heron Cars a commencé par fabriquer des voitures de course puis, des voitures en kit à partir de 1980. Gemini Plastics a importé une réplique du moule de la McLaren M6GT Le Mans (it) en 1968; ces voitures ont été fabriquées et vendues sous le nom de Maram. McRae a fabriqué une réplique de la Porsche Spyder dans les années 1990.
Plusieurs nouvelles entreprises sont arrivées sur le marché dans les années 1980 - Almac 1985, Alternative Cars (1984), Cheetah (1986), Chevron (1984), Countess Mouldings (1988), Fraser (1988), Leitch (1986) et Saker (1989). Certains, plus récents, sont Beattie devenu Redline en 2001, et McGregor (2001).
Deux sociétés spécialisées dans la fabrication de répliques de différents modèles sur commande sont Classic Car Developments (1992) et Tempero. À partir de 2002, Coventry Classics Ltd s'est spécialisée dans la fabrication de répliques de Jaguar Type C.

## Musées et collections
- Bill Richardson Monde des transports
- Musée du transport et de la technologie
- Musée national des transports et du jouet
- Collection de voitures classiques Nelson
- Voitures classiques d'Omaka
- Musée de la voiture du sud
- Warbirds et roues
- Musée Yaldhurst
- British Car Museum